# Turkmenistán
Turkmenistán (en turcomano: Türkmenistan), oficialmente República de Turkmenistán (en turcomano: Türkmenistan Republikasy) es un país situado en Asia Central que limita al noroeste con Kazajistán, al norte y noreste con Uzbekistán, al suroeste con Irán, al sureste con Afganistán y al oeste con el mar Caspio, aunque es considerado como un Estado sin salida al mar. El desierto de Karakum ocupa la mayor parte del país, cuyos principales cursos fluviales son el Amu Daria, el Atrak y el Murgab. Su capital y ciudad más poblada es Asjabad.
En la actualidad, Turkmenistán cubre un territorio que ha estado en la encrucijada de civilizaciones durante siglos. En la época medieval, Merv (hoy conocida como Mary) fue una de las grandes ciudades del mundo islámico y una importante parada de la Ruta de la Seda, una ruta de caravanas usada para el comercio con China hasta mediados del siglo XV. Anexado por el Imperio ruso en 1881, Turkmenistán más tarde ocupó un lugar destacado en el movimiento antibolchevique de Asia Central. En 1924, Turkmenistán se convirtió en una república constituyente de la Unión Soviética, denominada oficialmente República Socialista Soviética de Turkmenistán. Se independizó poco antes de la disolución de la Unión Soviética, el 27 de octubre de 1991.
El idioma nacional, el turcomano, está estrechamente relacionado con las otras lenguas túrquicas, con las que comparte fuertes lazos culturales e históricos. Turkmenistán es uno de los miembros activos del Organización de Estados Turcos y la comunidad TÜRKSOY. Es también miembro de la Comunidad de Estados Independientes, la Organización de Cooperación Islámica y del movimiento de Países No Alineados.
La tasa de crecimiento del PIB es resultado de varios años de alto crecimiento sostenido de una economía poco diversificada muy básica, impulsada por la exportación de un solo producto, pues Turkmenistán posee la cuarta reserva de recursos de gas natural más grande del mundo. Aunque es rico en recursos naturales en ciertas áreas, la mayor parte del país está cubierto por el desierto de Karakum, cuyo significado es «arena negra». Desde 1993, los ciudadanos recibieron electricidad, agua y gas natural de forma gratuita y proporcionada por el gobierno hasta 2017. Uno de los yacimientos de gas natural más conocidos del mundo es el pozo de Darvazá, conocido popularmente como «puerta al infierno», que atrae frecuentemente a medios de comunicación y turistas.

## Etimología

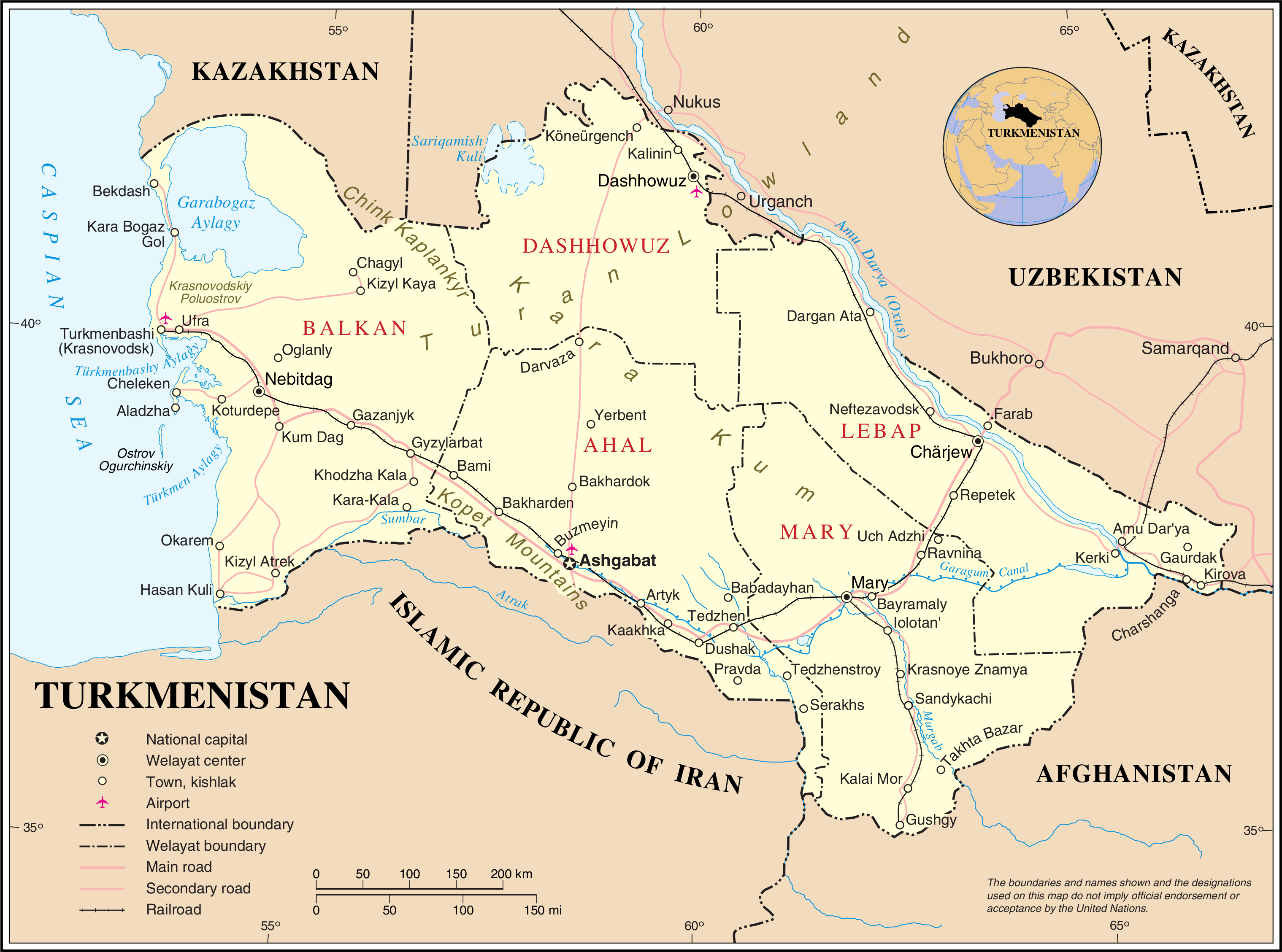
Mapa de Turkmenistán (en inglés)

Existen varias teorías sobre el origen del nombre del país. La más aceptada sugiere que el término «Turkmenistán» proviene del túrquico y quiere decir «hogar de los turcomanos», un grupo étnico cuyo nombre deriva de la palabra sogdiana Türkmen («casi turcos»), en referencia a su estatus en el mitológico sistema de dinastías túrquicas. Sin embargo, algunos autores modernos a menudo prefieren ver el prefijo como un superlativo, cambiando el significado de Türkmen a «turcos puros» o «los más turcos de los turcos». Algunos cronistas musulmanes como Ibn-Kathir sugirieron que la etimología de Turkmenistán provenía de los vocablos Türk («turco») e iman (en árabe: إيمان‎, «fe, creencia»), en referencia a una conversión masiva al Islam de más de 200 000 campesinos de la región en el año 971.

## Historia
El territorio de Turkmenistán ha estado poblado desde la Antigüedad. Tribus turcomanas dedicadas a la crianza de caballos llegaron al territorio en tiempos remotos, posiblemente procedentes de las montañas Altái, y se establecieron en las afueras del desierto de Karakum, llegando hasta Persia, Siria y Anatolia.
Anteriormente, en esta región existieron los Estados de Margiana y Partia, cuyo estudio los sitúan alrededor del 1000 a. C. Estas regiones fueron gobernadas por los aqueménidas entre los siglos VI y IV a. C., pero el imperio se vio inmerso en una debilidad estructural propiciada por los conflictos internos y la carencia de un planteamiento común. Finalmente fueron conquistados por el ejército macedonio dirigido por Alejandro Magno a finales del siglo IV a. C.
El vasto imperio de Alejandro Magno a su vez sucumbió a la gran embestida que llevaron a cabo los partos del Imperio parto. Estos aprovecharon que el vasto imperio macedonio se encontraba en un descontrol permanente debido a la pérdida de poder de los sucesores de Alejandro tanto en el ámbito administrativo como militar. La dinastía de los arsácidas se asentó en estos territorios hasta el año 224. Durante estos años mantuvo duras batallas con los romanos, a los cuales retuvo fuera de sus fronteras.

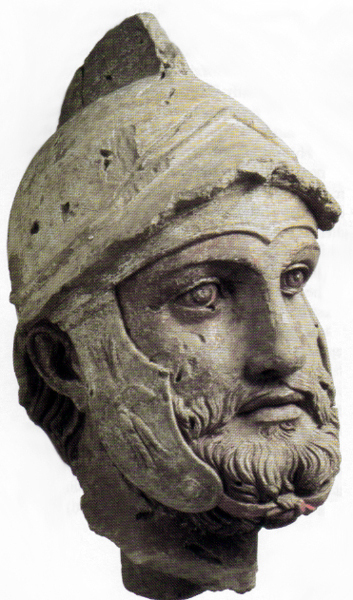
Un casco del con influencias helenísticas protege la cabeza de un guerrero parto de Nisa, en la actual Turkmenistán

Tras el paso de la dinastía sasánida pasaron a ocupar gran parte del territorio de Turkmenistán los Heftalitas, los cuales fueron atacados por los nómadas Tiu-Che que permanecieron hasta el 716. El territorio de Turkmenistán en esta época es ocupado por el califato árabe que fue el encargado de introducir la religión del islam.
Tras el paso de los samánida en el siglo X, la inmigraciones llevadas a cabo por los turcos oguzes, en el 1040 penetraron y se apropiaron del territorio la dinastía de los selyúcidas. Su dominio en la región perduró hasta el siglo XIII ya que a partir de esta época llegaron a Turkmenistán los mongoles, entre 1219 y 1221. El Imperio mongol llevó a cabo la división del control del territorio en dos partes, una de ellas bajo en nombre de la Horda de Oro y la otra bajo el Kanato de Chagatai.
Turkmenistán pasó a estar bajo el dominio del Imperio Timur en la década de 1380. Ya entrado el siglo 18 comenzaron las negociaciones con Rusia que propició que el comercio entre Asia Central y Europa pasara por Turkmenistán.

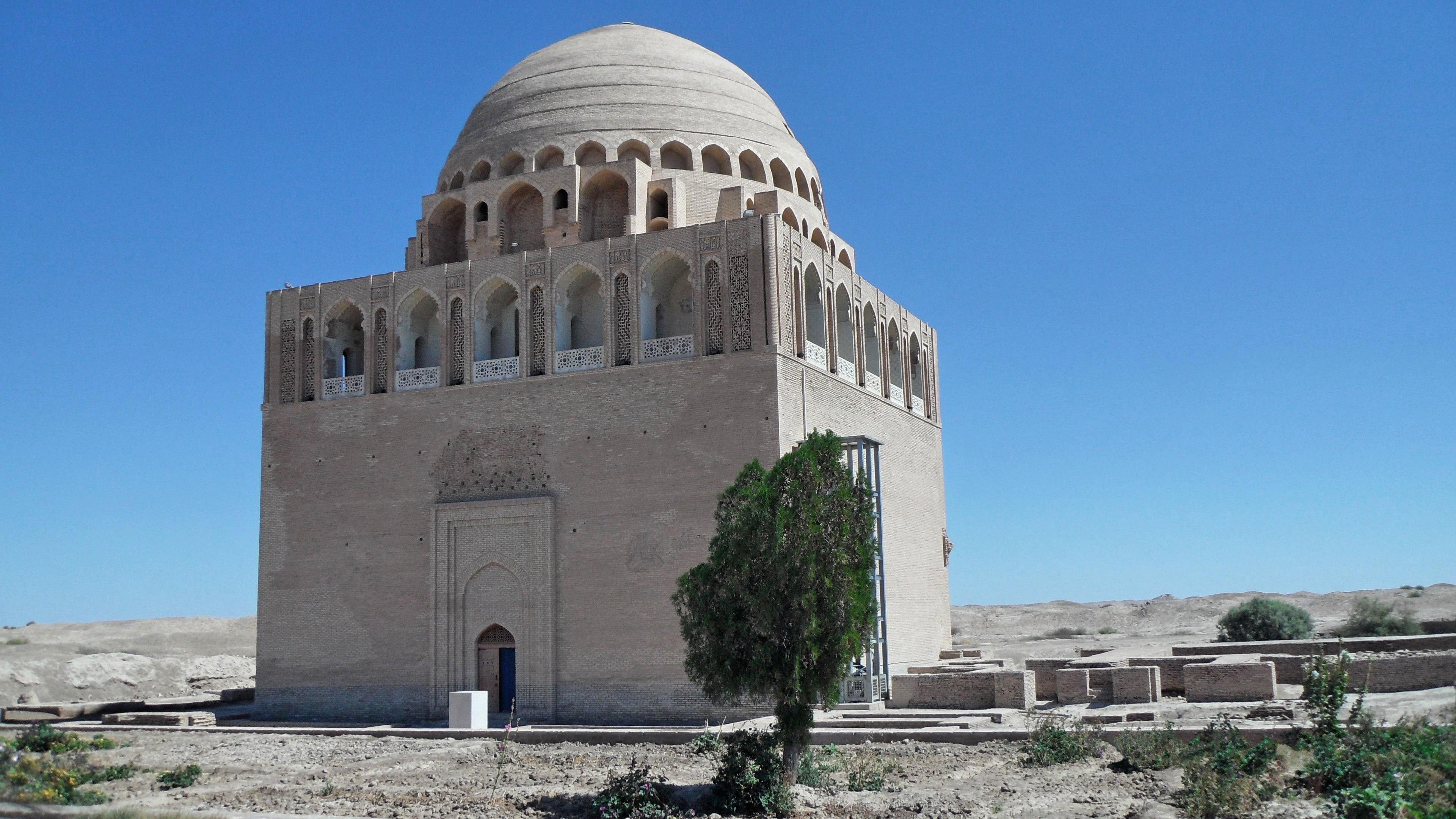
Mausoleo del Sultán Sanjar Patrimonio de la Humanidad fue terminado en el año 1157

El ejército ruso hizo su entrada en el territorio entre las décadas de 1860 y 1870. En 1869, se crea el puerto de Krasnovodsk y, ya en 1874, se consolidó el dominio ruso con la creación del distrito militar del Transcaspio. Anexionado por el Imperio ruso entre 1865 y 1885, en 1890 el control ruso sobre Turkmenistán era completo.
Vientos de revolución llegarían en 1917 y, durante la guerra civil (1918-1920), Turkmenistán también estuvo en los frentes de pelea. Establecida la Unión Soviética, el territorio del Transcaspio (desde 1921 reorganizado como Turkestán) es establecido como una república autónoma, para pasar ese mismo año a ser una de las repúblicas constituyentes de la Unión.
Durante esta época, se fijan las fronteras de la república soviética, y se desarrollan ambiciosos proyectos para aprovechar sus recursos naturales para el beneficio de la Unión Soviética. Se crean también sistemas de regadío y, poco a poco, la producción de algodón y petróleo se convierten en las actividades económicas principales.
Tras la disolución de la Unión Soviética, Turkmenistán se convirtió en un estado independiente. El controvertido presidente Saparmyrat Nyýazow dominó la vida política del país hasta su fallecimiento el día 21 de diciembre de 2006.

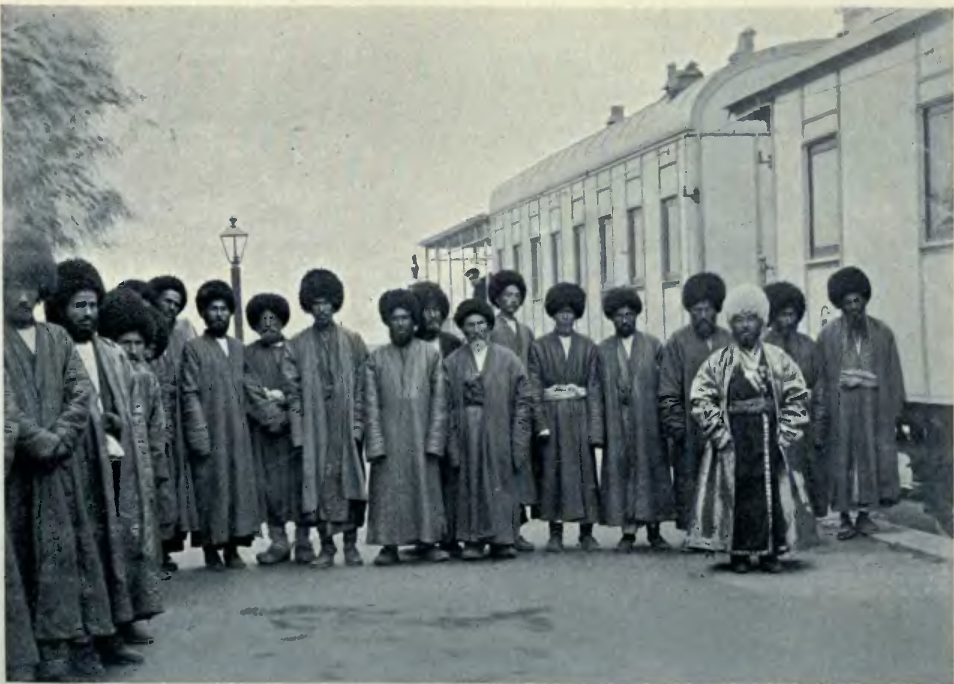
Turcomanos en traje tradicional en la estación de Asjabad, finales del.

Su sucesor, Gurbanguly Berdimuhamedow, convocó a elecciones el 11 de febrero de 2007, en las cuales habría resultado electo por el 89,2% de los votos. Según datos oficiales, habría participado el 98,65% de los electores. Sin embargo, la oposición política denunció la existencia de fraude. Berdimuhamedow ha implementado algunas reformas a las políticas aplicadas hasta el momento, como la eliminación del nombre de su predecesor de la bandera nacional y la derogación de una ley que exigía dos años de trabajos antes para poder ingresar a la universidad.
Tras lograr su independencia, Turkmenistán fue gobernado por el presidente vitalicio Saparmyrat Nyýazow —conocido como Türkmenbaşy o «líder de los turcomanos»— hasta su repentina muerte el 21 de diciembre de 2006. Gurbanguly Berdimuhamedow fue elegido nuevo presidente el 11 de febrero de 2007. De acuerdo con Human Rights Watch, Turkmenistán «sigue siendo un país aislado y represor bajo el autoritario gobierno de Berdimuhamedow y sus asociados» y «castiga brutalmente a toda forma no autorizada de expresión política o religiosa. El acceso a la información está altamente controlado por el Estado. No se permiten grupos de monitoreo de derechos humanos. Se presume que existen docenas de personas desaparecidas forzosamente en sus prisiones». Berdimuhamedow promueve un culto a su personalidad en la que sus familiares y sus asociados disfrutan de un poder ilimitado y ejercen un control total sobre todos los aspectos de la vida pública.

## Gobierno y política

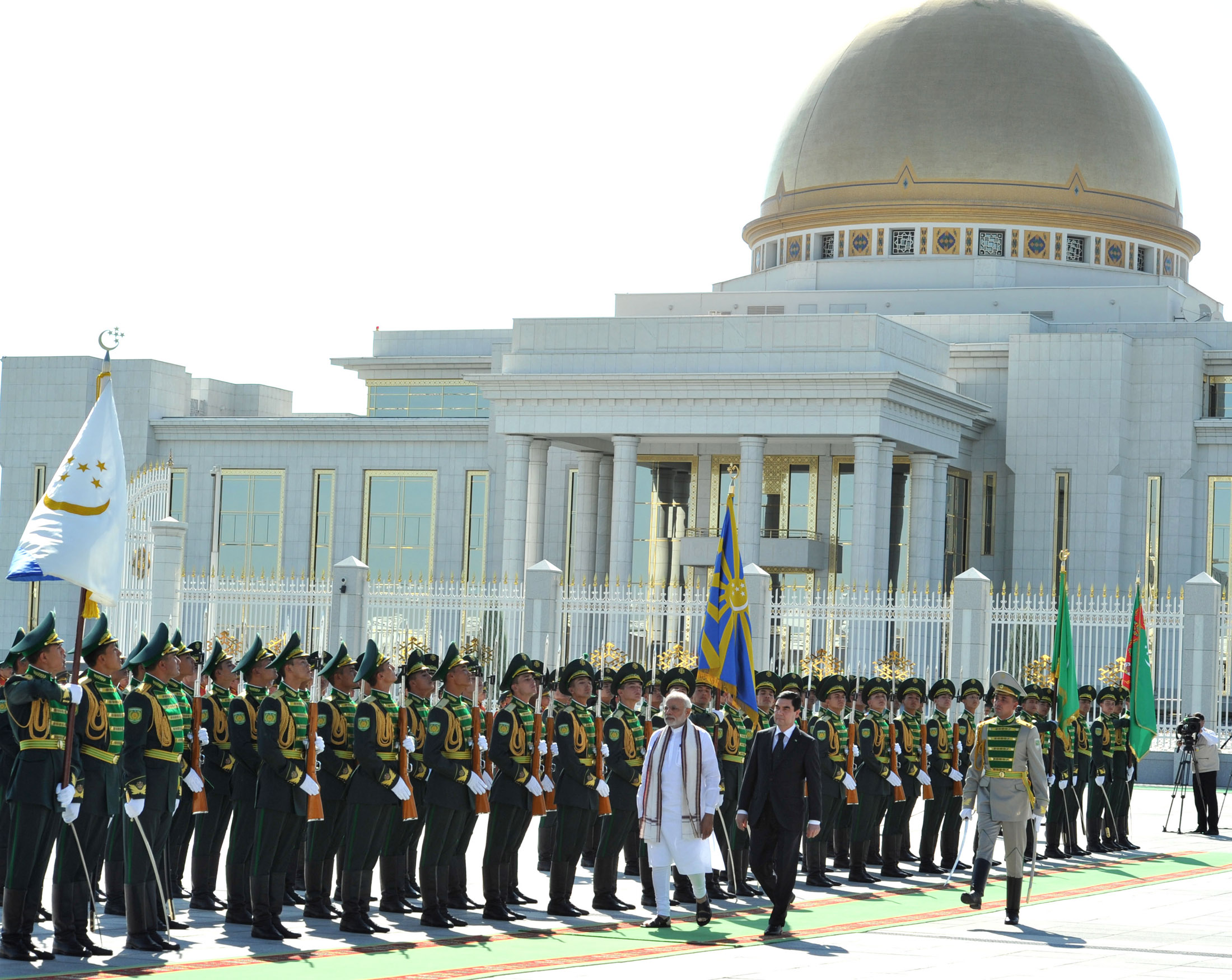
Palacio de Oguzkhan, residencia oficial y principal lugar de trabajo del Presidente de Turkmenistán.

Turkmenistán es una República presidencialista, integrada en la Comunidad de Estados Independientes y provista de una Constitución desde 1993, que establece formalmente una democracia.
En la actualidad, se encuentra entre los países considerados por la Organización de las Naciones Unidas como uno de los más represivos y dictatoriales del sistema internacional; este mismo organismo ha mostrado su preocupación ante la reiterada violación de los derechos humanos más elementales, y la marginación de las minorías rusa y uzbeka. También los miembros de alguna religión distinta al Islam sufren marginaciones y son vigilados por el estado.
Desde la obtención de su independencia, su presidente Saparmyrat Nyýazow monopolizó el poder a todos los niveles como Jefe del Estado y del gobierno hasta su fallecimiento, el 21 de diciembre de 2006. Turkmenistán ha ratificado varios tratados importantes de las Naciones Unidas relacionados con los derechos humanos. Los medios de comunicación y difusión están estrictamente controlados por el Estado, y ningún grupo dedicado a la defensa de los derechos humanos puede actuar abiertamente en el país. Tampoco es posible obtener imágenes en el país debido a los controles de información[cita requerida], aunque se filtran al exterior actualmente numerosos informes sobre tortura y malos tratos a detenidos y presos. Al cuerpo médico no le está permitido dar información sobre las enfermedades que sufren sus pacientes, aunque sean mortales, pues están continuamente bajo escucha durante las consultas.
Saparmyrat Nyýazow estableció un fuerte culto a su persona, y por ello su retrato se encontraba casi por todas partes: en los billetes de banco y hasta en las botellas de vodka. Se rebautizó a sí mismo como Türkmenbaşy («líder de los turcomanos»). La fiesta nacional corresponde con el día de su cumpleaños, el 19 de febrero. Incluso existía una estatua suya hecha en oro fino, que giraba sobre sí misma en el centro de la capital, Asjabad, de forma que su rostro esté siempre iluminado por el Sol; la misma fue retirada en agosto de 2010.
En 2012, se abandonó el unipartidismo que detentaba el Partido Democrático, formándose el Partido de Industriales y Empresarios. Existen otros partidos opositores, de carácter extraoficial, que mayormente operan en el extranjero. Los dos grupos opositores más prominentes son el Movimiento Nacional Democrático de Turkmenistán y el Partido Republicano de Turkmenistán. El Movimiento Nacional Democrático de Turkmenistán fue liderado por el primer ministro Boris Shikhmuradov hasta que fue arrestado y condenado durante la mañana del 25 de noviembre de 2002, con el ataque al automóvil del presidente Nyýazow.

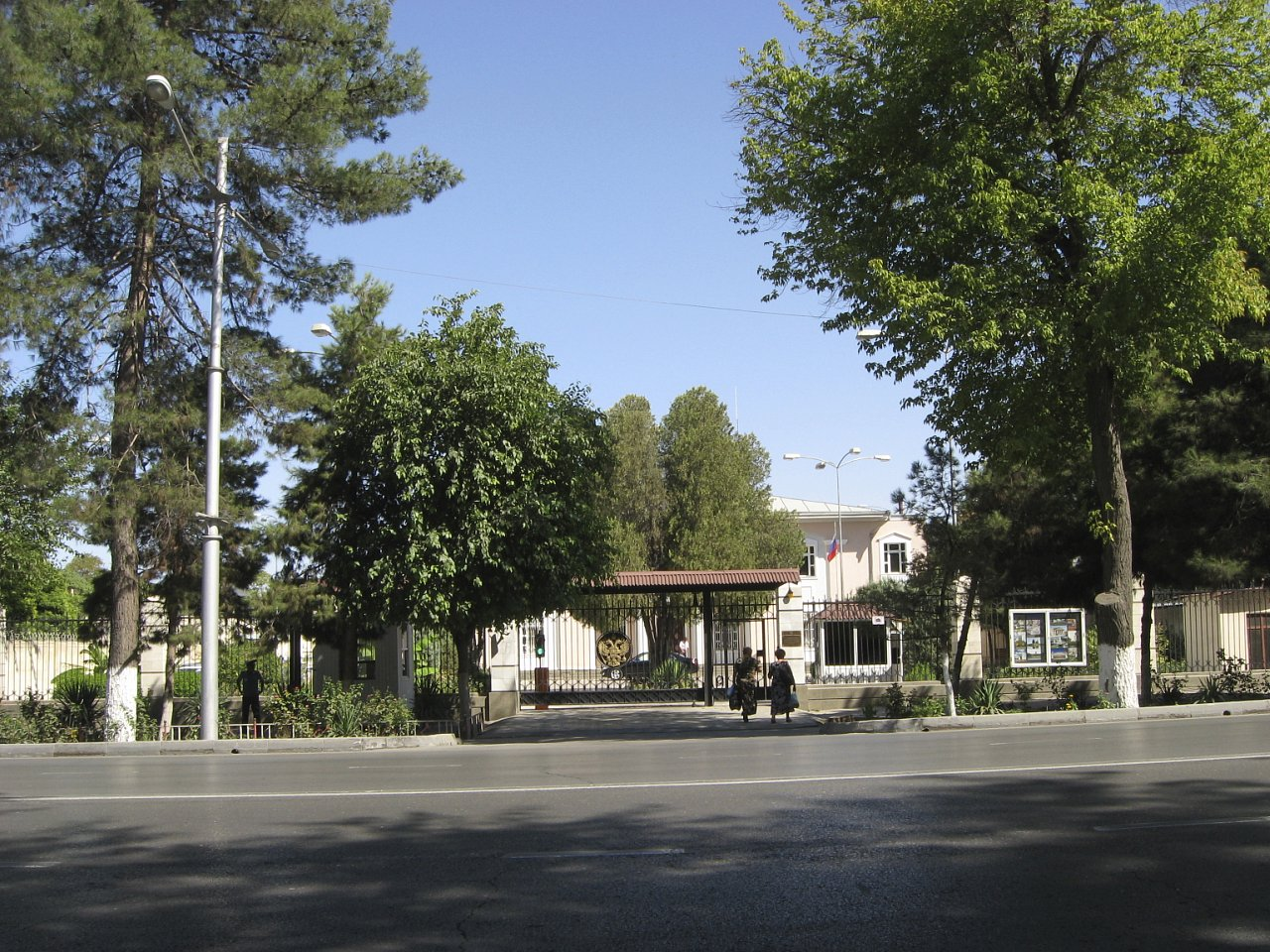
Embajada de Rusia en Turkmenistán

### Política exterior
La declaración de «neutralidad permanente» de Turkmenistán fue formalmente reconocido por las Naciones Unidas en 1995. El expresidente Saparmyrat Nyýazow afirmó que la neutralidad impediría la participación de Turkmenistán en las organizaciones de defensa multinacionales, pero que permite la asistencia militar. Su política exterior neutral tiene un lugar importante en la constitución del país. Turkmenistán tiene relaciones diplomáticas con 132 países.
Su principal socio comercial es China, que compra la mayor parte del gas natural local a través del gasoducto Asia Central-China, manteniendo también relaciones comerciales con Estados Unidos y Turquía y un creciente comercio transfronterizo con Afganistán. El Gobierno de Turkmenistán parece utilizar a menudo los intereses contrapuestos de estas potencias regionales como medio para obtener concesiones, especialmente en cuestiones energéticas.
La firma de la convención del mar Caspio en 2018 solo trajo consigo una resolución parcial de las disputas fronterizas en el Caspio. Turkmenistán y Uzbekistán mantienen aún disputas sobre el reparto del agua. Turkmenistán comparte una larga frontera con Afganistán, principal productor de heroína y opio en la región. Como consecuencia, un gran volumen de narcóticos se trafica a través de Turkmenistán de camino a los lucrativos mercados de Europa y Rusia.

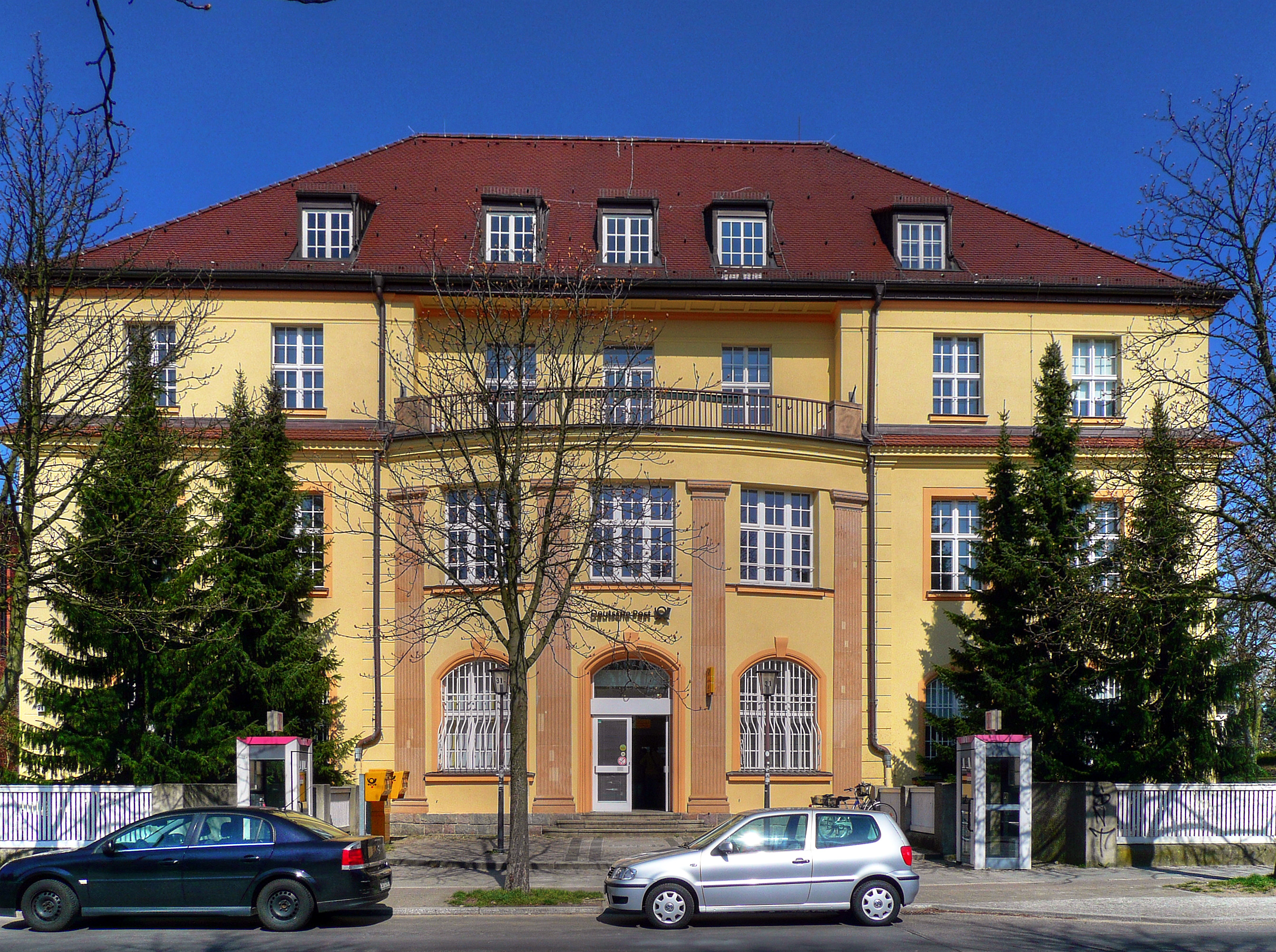
Embajada de Turkmenistán en Berlín, Alemania

Turkmenistán es miembro de las Naciones Unidas, el Fondo Monetario Internacional, el Banco Mundial, la Organización de Cooperación Económica, la Organización para la Seguridad y la Cooperación en Europa, la Organización de Cooperación Islámica, el Banco Islámico de Desarrollo, el Banco Asiático de Desarrollo, el Banco Europeo de Reconstrucción y Desarrollo, la Organización de las Naciones Unidas para la Agricultura y la Alimentación y la Organización Internacional de Cultura Turca.
Turkmenistán mantiene representantes permanentes ante las oficinas de las Naciones Unidas en Nueva York, Viena y Ginebra.
Las Naciones Unidas mantienen una representación permanente con un coordinador residente y representantes de algunas agencias de la ONU en Asjabat. El Banco Asiático de Desarrollo, el Banco Europeo de Reconstrucción y Desarrollo, la Organización para la Seguridad y la Cooperación en Europa y la Unión Europea también tienen misiones en Asjabat.

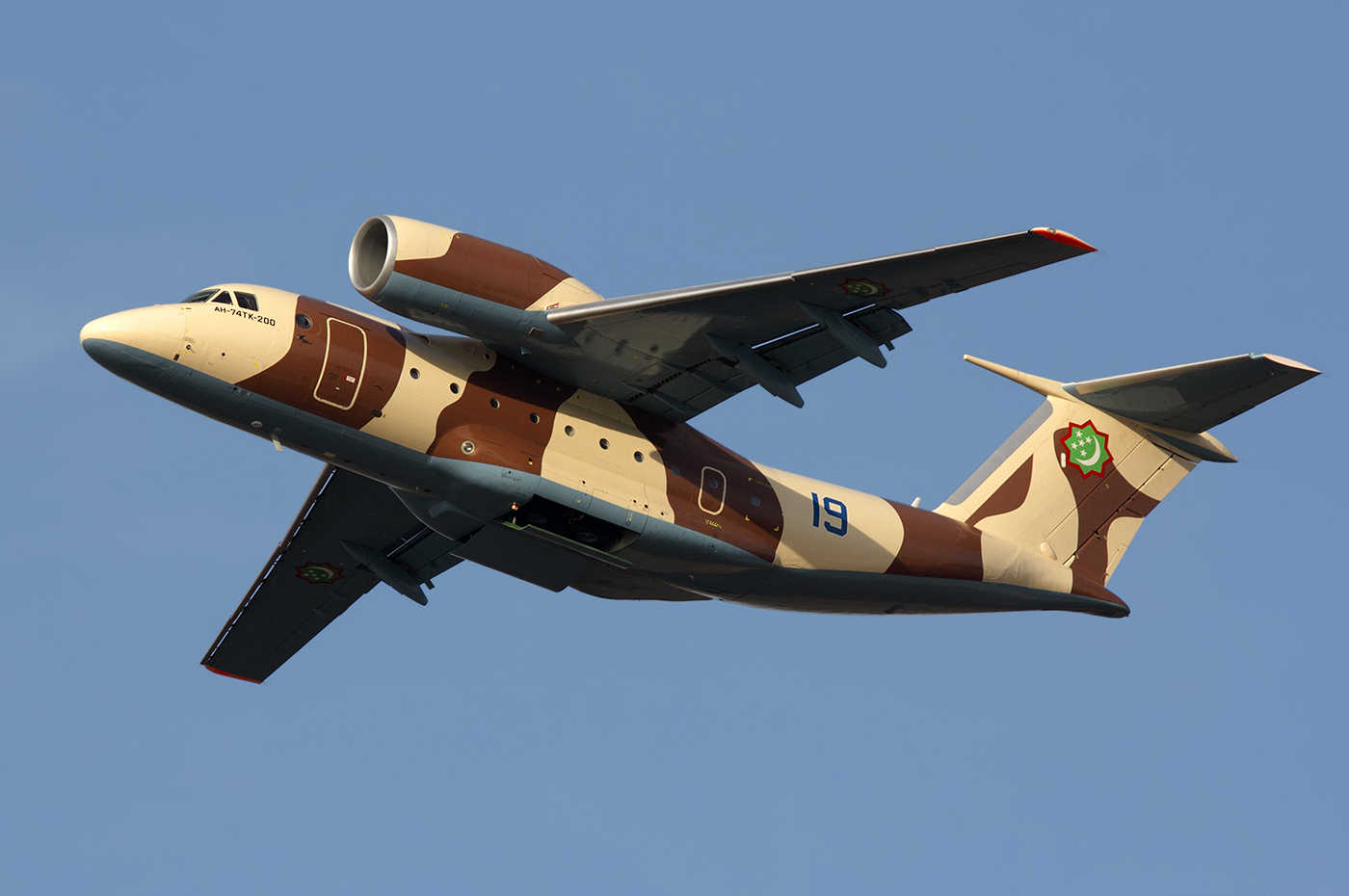
Un Antonov An-74TK-200 de la Fuerza Aérea de Turkmenistán

### Defensa
Las Fuerzas Armadas de Turkmenistán (turcomano: Türkmenistanyň Ýaragly Güýçleri), conocidas informalmente como Ejército Nacional de Turkmenistán se encarga de la defensa del país. Está formado por las Fuerzas Terrestres, las Fuerzas Aéreas y las Fuerzas de Defensa Aérea, la Armada y otras formaciones independientes (entre otras, las Tropas de Frontera, las Tropas Internas y la Guardia Nacional).
Tras la caída de la Unión Soviética, importantes elementos del distrito militar del Turkestán de las Fuerzas Armadas soviéticas permanecieron en suelo turcomano, incluidas varias divisiones de fusiles de motor. Según V.I. Feskov et al. 2013 y los datos de Michael Holm, parece que las tres divisiones eran el 58.º, 88.º y 209.º Centro de Entrenamiento de Distrito (antiguo 61.er MRD de Entrenamiento) en Asjabad. En junio de 1992, el nuevo gobierno ruso firmó un tratado bilateral de defensa con Turkmenistán, en el que se animaba al nuevo gobierno turcomano a crear sus propias fuerzas armadas, pero se estipulaba que debían estar bajo mando conjunto.

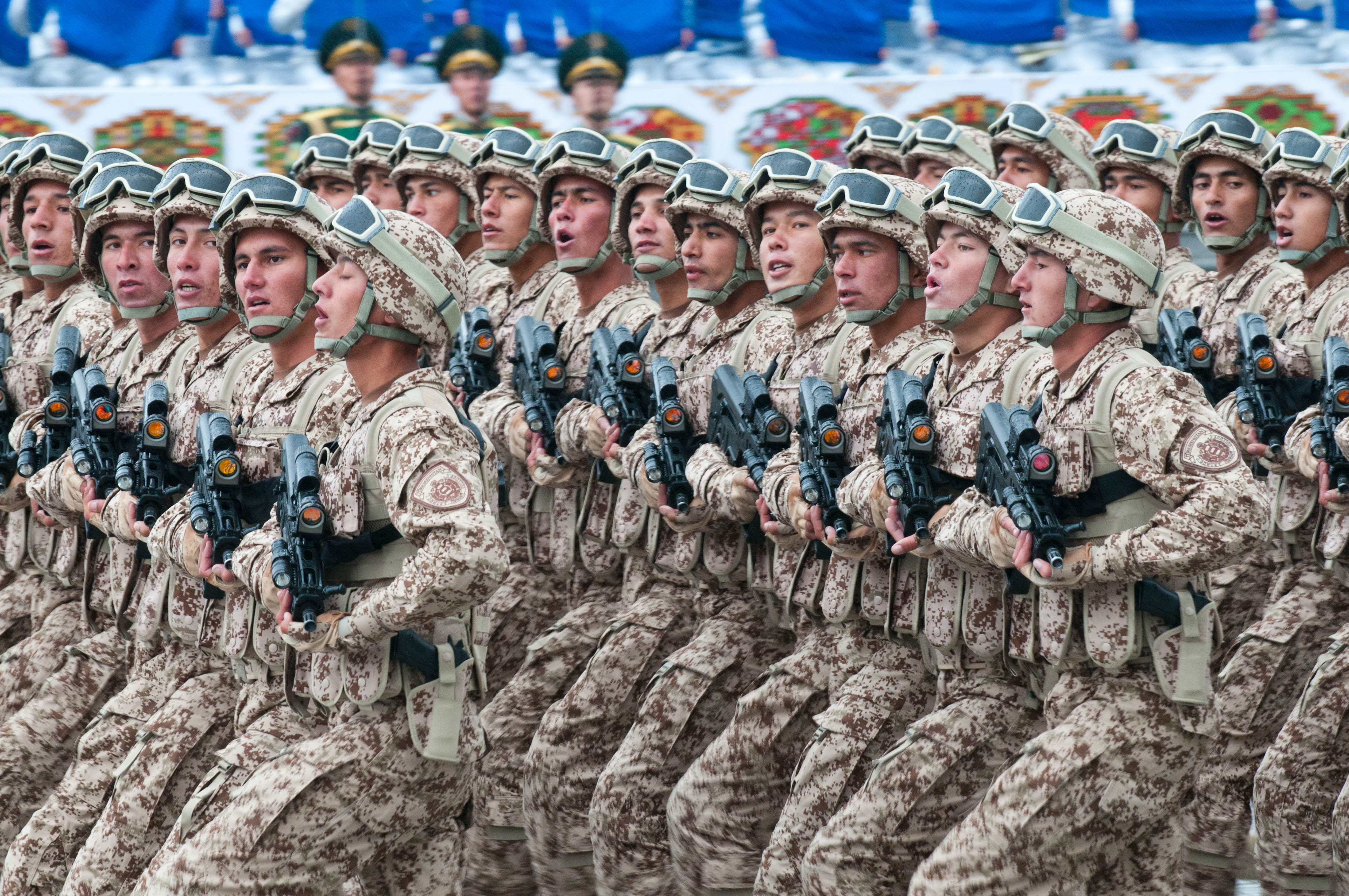
Fuerzas del Servicio Estatal Fronterizo de Turkmenistán

La Biblioteca de Estudios de Países del Congreso afirmó que el Tratado de Medidas Conjuntas firmado por Rusia y Turkmenistán en julio de 1992 establecía que la Federación Rusa actuaría como garante de la seguridad de Turkmenistán y convertía a las antiguas unidades del ejército soviético en la república en la base de las nuevas fuerzas armadas nacionales. El tratado estipulaba que, aparte de las tropas fronterizas y las unidades de las fuerzas aéreas y de defensa antiaérea que permanecían bajo control ruso, todas las fuerzas armadas estarían bajo mando conjunto, que gradualmente pasaría a ser mando exclusivo de Turkmenistán en un periodo de diez años. Durante un periodo transitorio de cinco años, Rusia proporcionaría apoyo logístico y pagaría a Turkmenistán por el derecho a mantener instalaciones especiales, mientras que Turkmenistán correría con los gastos de alojamiento, servicios públicos y administración.
Según el Informe de Defensa de Moscú del Centro de Análisis de Estrategias y Tecnologías, en 1992-93 Turkmenistán intentó crear una pequeña fuerza armada nacional basada en el antiguo 52.º Ejército soviético, que se encontraba en el país y dependía del apoyo de Rusia. De las 300 formaciones y unidades, que sumaban 110.000 personas, 200 fueron transferidas al mando de Turkmenistán, 70 permanecieron bajo jurisdicción rusa y 30 fueron retiradas o desmovilizadas.

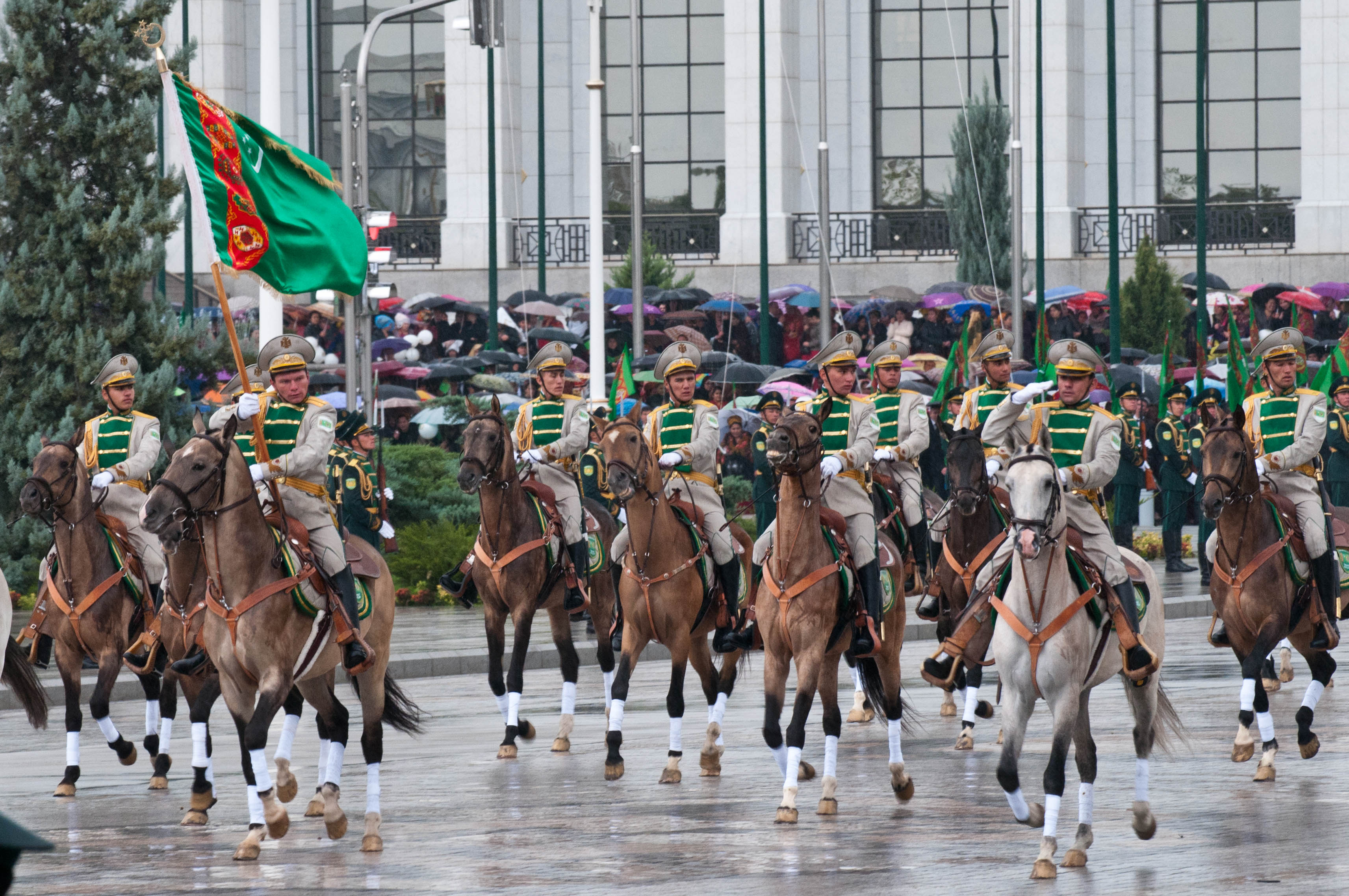
Caballería tradicional de Turkmenistán durante el desfile de Independencia

En 1994, el jefe del Estado Mayor y primer viceministro de Defensa era el general de división Annamurat Soltanov, un oficial de carrera que había servido en Cuba y Afganistán; otro viceministro de Defensa, el general de división Begdzhan Nyýazow, había sido administrador de las fuerzas de seguridad antes de su nombramiento. Entre los mandos rusos se encontraban el general de División Viktor Zavarzin, jefe de Estado Mayor y Primer Vicecomandante del Ejército de Armas Combinadas Separado de Turkmenistán, y el Comandante del Ejército de Armas Combinadas Separado de Turkmenistán y Viceministro de Defensa, Teniente General Nikolai Kormiltsev. El General de División ruso Vladislav Shunevich fue, junto con el general de División turcomano Akmurad Kabulov, comandantes conjuntos de las tropas fronterizas de la Guardia de Fronteras de Turkmenistán. En virtud de un tratado bilateral de cooperación militar de 1993, unos 2.000 oficiales rusos sirvieron en Turkmenistán bajo contrato, y las fuerzas fronterizas (unas 5.000 en 1995) están bajo mando conjunto ruso y turcomano. En total, unos 11.000 soldados rusos permanecían en Turkmenistán a mediados de 1996".
El ejército de Turkmenistán está considerado como el más neutral de todas las antiguas repúblicas de la Unión Soviética. El ejército del país no firmó el Tratado de Taskent en mayo de 1992, convirtiéndose en observador en el Consejo de Ministros de Defensa de la CEI. La primera doctrina militar de Turkmenistán se adoptó en 1994 para hacer cumplir este principio. La política neutral de Turkmenistán también se puso de relieve en relación con la guerra afgana de 1996, manteniendo una relación equilibrada tanto con los talibanes como con el gobierno afgano.

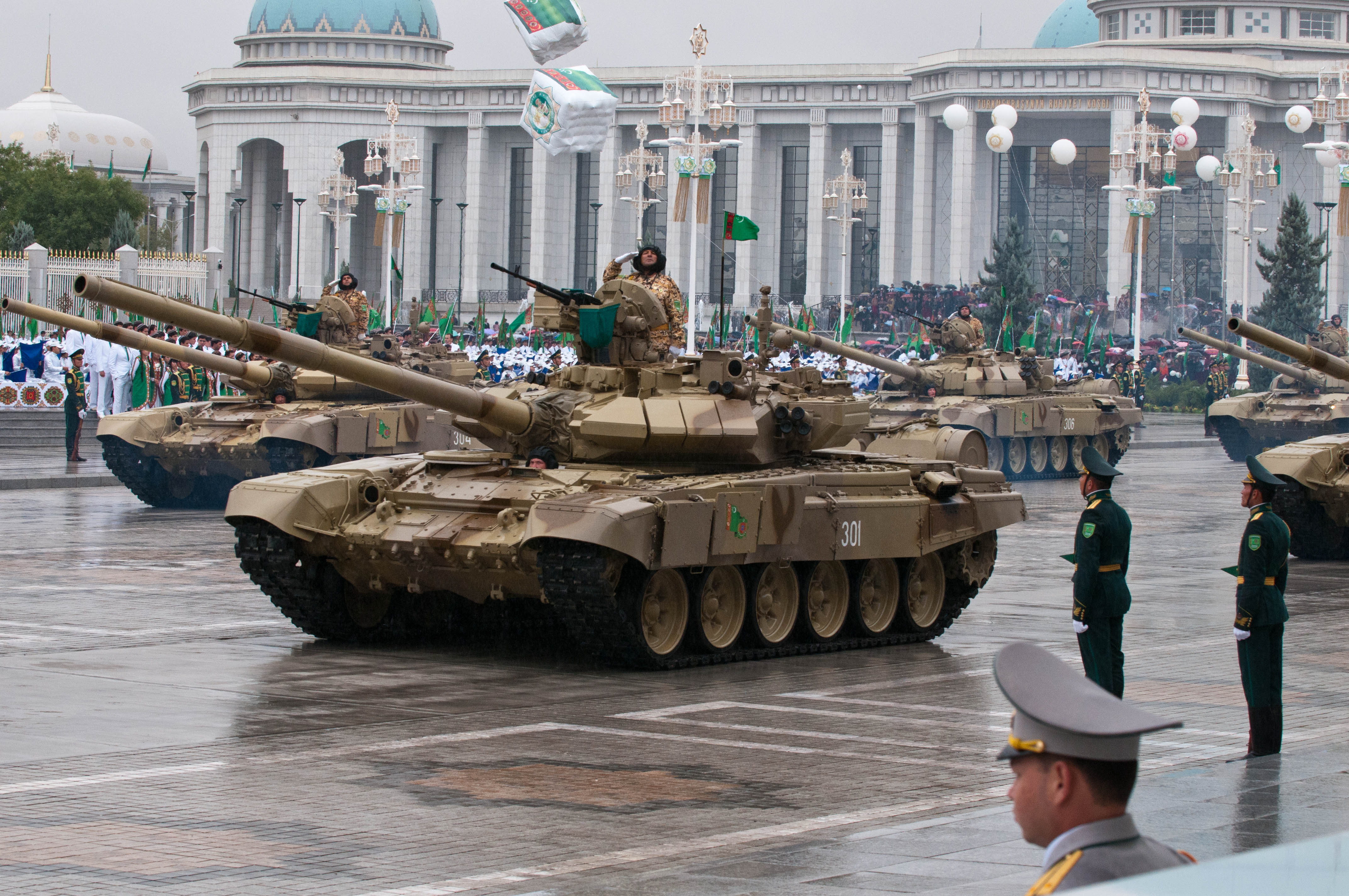
Tanques T-90 de Turkmenistán

Tras los acontecimientos del 11-S, las tropas de la coalición no aparecieron en territorio turcomano, en particular, cuando el presidente Nyýazow se negó a proporcionar al gobierno alemán una base para almacenar aviones alemanes, argumentando que el país tiene la intención de continuar siguiendo los principios de neutralidad. En 2002, se creó un "ejército de trabajo" por orden de Nyýazow que vio la creación de unidades militares de trabajo especializadas. Los soldados de estas unidades empezaron a ser enviados desde las unidades militares a empresas, obras de construcción y hospitales como mano de obra barata, quedando fuera de la jurisdicción del Ministerio de Defensa.
Semanas después de su investidura para un primer mandato, el presidente Gurbanguly Berdimuhamedov anunció su decisión de refrendar la segunda doctrina militar del país, declarando oficialmente la neutralidad y afirmando que la frontera con Afganistán será una prioridad de seguridad nacional. En 2016, Berdimuhamedov adoptó una nueva doctrina militar. En noviembre de 2018, el presidente Berdimuhamedov la reiteró en una sesión del Consejo de Seguridad del Estado.

### Aplicación de la ley

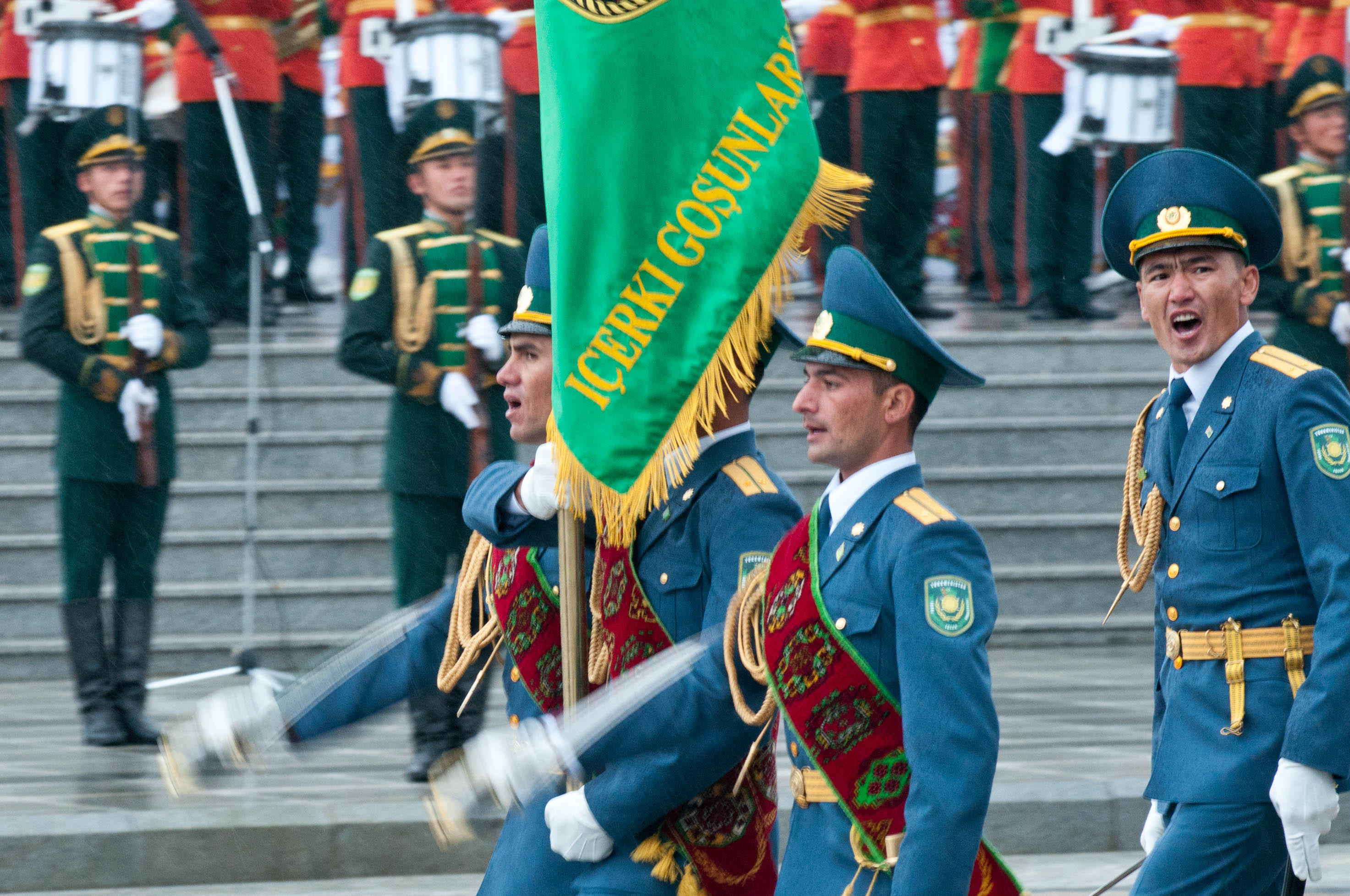
Cadetes del Ministerio del Interior Turcomano

El Ministerio del Interior y el Ministerio de Seguridad Nacional (KNB) se encargan de hacer cumplir la ley en Turkmenistán. El Ministerio del Interior dirige directamente a los 25.000 efectivos de la policía nacional, mientras que el KNB se ocupa de las labores de inteligencia. El sistema de justicia penal es similar al soviético. La KNB realiza un trabajo similar al de la KGB de la Unión de Repúblicas Socialistas soviéticas, y trabaja con el Servicio Federal de Inteligencia de Rusia (con el que firmó un contrato en 1994). El ministerio, al igual que su predecesor soviético, controla a la policía, que tiene oficinas en las principales ciudades del país. En el ámbito internacional, el Ministerio del Interior y la KNB trabajan en la lucha contra el narcotráfico y el crimen organizado.
El Ministerio del Interior (turcomano: Türkmenistanyň Içeri Işler Ministrligi) es el ministerio del interior o policía nacional de Turkmenistán. El Ministerio controla directamente el cuerpo de policía turcomano, formado por unos 25.000 efectivos, y colabora con el Ministerio de Seguridad Nacional en asuntos de aplicación de la ley y defensa nacional. Las principales tareas del cuerpo de policía incluyen el mantenimiento de la ley y la seguridad pública, la prevención e investigación de delitos, el control de pasaportes, la seguridad vial y contra incendios, y la cooperación internacional en materia de aplicación de la ley. El ministerio colabora con INTERPOL. El actual ministro es Mämmethan Çakyýew. El ministerio fue fundado el 19 de febrero de 1998 por decreto del Presidente Saparmyrat Nyýazow "Sobre la formación de la policía de Turkmenistán".

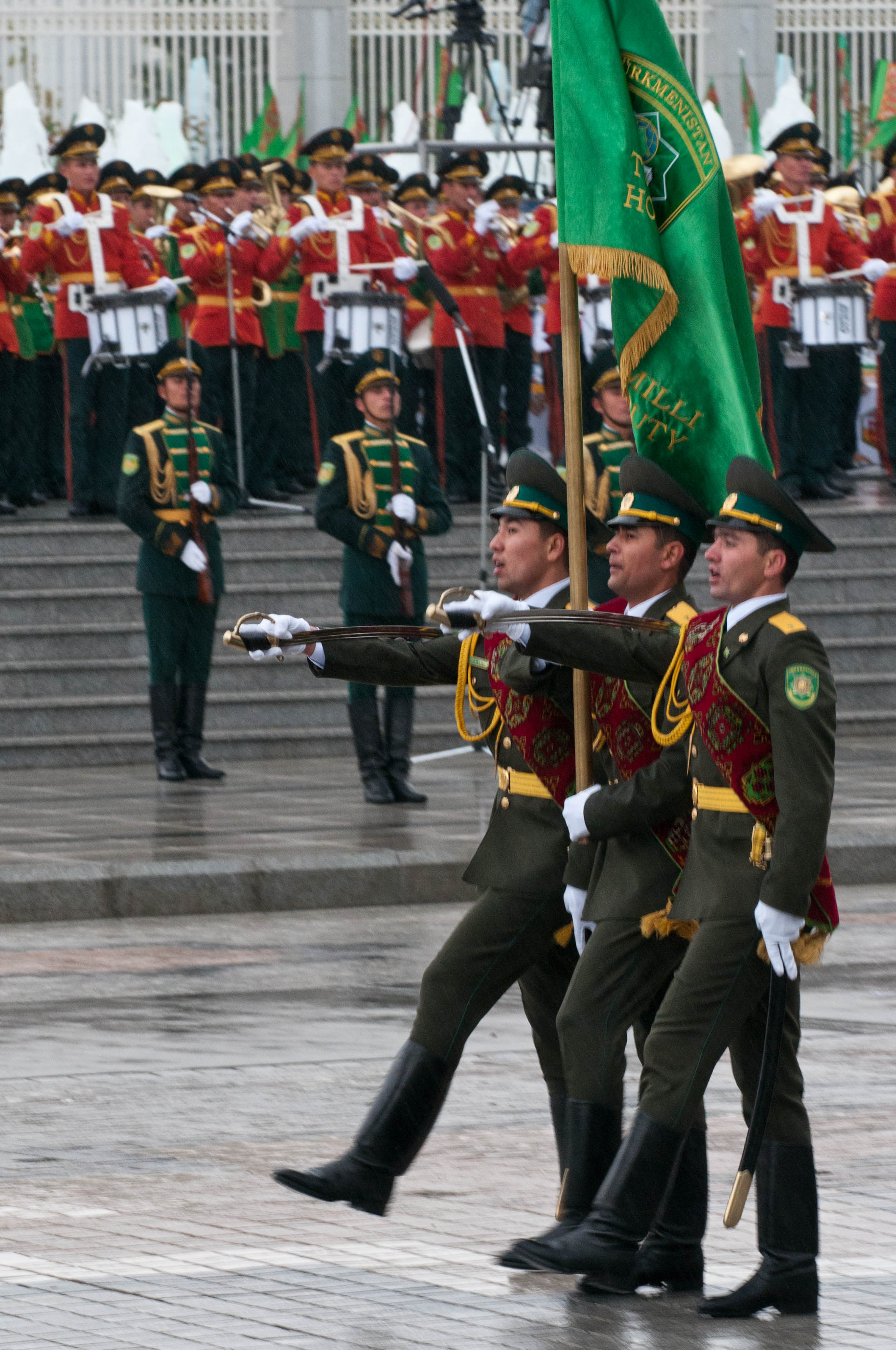
Cadetes del Ministerio de Seguridad Nacional de Turkmenistán

El Ministerio de Seguridad Nacional o MNS (turcomano: Türkmenistanyň Milli howpsuzlyk ministrilgi) es el organismo policial secreto del gobierno de Turkmenistán. Se compone en gran parte de los restos de los órganos del KGB que quedaron tras el colapso de la Unión Soviética; sus funciones también siguen siendo en gran parte las mismas. El MNB y el cuerpo nacional de policía están bajo la dirección del Ministerio del Interior. Hasta 2002, se conocía como KNB (Comité para la Seguridad Nacional).
El Ministerio fue creado por el presidente Saparmyrat Nyýazow en septiembre de 1991 como Comité de Seguridad Nacional. Sucedió al Comité de Seguridad del Estado, o KGB de la RSS de Turkmenistán, que era la filial republicana de la agencia de seguridad uniformada de la URSS. Algunas unidades del KNB también eran antiguas unidades policiales especiales de la Dirección de Protección del Orden Público del Ministerio del Interior de la RSS de Turkmenistán. En junio de 2000, el presidente Saparmyrat Nyýazow propuso la creación de un consejo que incluiría a la KNB, el Ministerio del Interior y el Ministerio de Asuntos Exteriores y controlaría el movimiento de los extranjeros que residen temporalmente en Turkmenistán. En otoño de 2001, la plantilla de la KNB se incrementó en 1.000 personas y se elevó a 2.500. En agosto de 2012 se creó el Instituto de la MNB para proporcionar formación de nivel superior a su personal. En octubre de 2005 también se inauguró en la capital el Centro de Formación Antiterrorista de la MNB como institución de formación.

### Derechos humanos
En materia de derechos humanos, respecto a la pertenencia a los siete organismos de la Carta Internacional de Derechos Humanos, que incluyen al Comité de Derechos Humanos (HRC), Turkmenistán ha firmado o ratificado:
| Turkmenistán | Tratados internacionales | Tratados internacionales  | Tratados internacionales | Tratados internacionales | Tratados internacionales | Tratados internacionales | Tratados internacionales  | Tratados internacionales | Tratados internacionales | Tratados internacionales | Tratados internacionales  | Tratados internacionales | Tratados internacionales | Tratados internacionales | Tratados internacionales | Tratados internacionales  | Tratados internacionales | Tratados internacionales |
| --- | ------------------------ | ------------------------- | ------------------------ | ------------------------ | ------------------------ | ------------------------ | ------------------------- | ------------------------ | ------------------------ | ------------------------ | ------------------------- | ------------------------ | ------------------------ | ------------------------ | ------------------------ | ------------------------- | ------------------------ | ------------------------ |
| Turkmenistán | CESCR                    | CESCR                     | CCPR                     | CCPR                     | CCPR                     | CERD                     | CED                       | CEDAW                    | CEDAW                    | CAT                      | CAT                       | CRC                      | CRC                      | CRC                      | CRC                      | MWC                       | CRPD                     | CRPD                     |
| Turkmenistán | CESCR                    | CESCR-OP                  | CCPR                     | CCPR-OP1                 | CCPR-OP2-DP              | CERD                     | CED                       | CEDAW                    | CEDAW-OP                 | CAT                      | CAT-OP                    | CRC                      | CRC-OP-AC                | CRC-OP-SC                | CRC-OP-CP                | MWC                       | CRPD                     | CRPD-OP                  |
| Pertenencia | Firmado y ratificado.    | Ni firmado ni ratificado. | Firmado y ratificado.    | Firmado y ratificado.    | Firmado y ratificado.    | Firmado y ratificado.    | Ni firmado ni ratificado. | Firmado y ratificado.    | Firmado y ratificado.    | Firmado y ratificado.    | Ni firmado ni ratificado. | Firmado y ratificado.    | Firmado y ratificado.    | Firmado y ratificado.    | Sin información.         | Ni firmado ni ratificado. | Firmado y ratificado.    | Firmado y ratificado.    |
| Firmado y ratificado, firmado, pero no ratificado, ni firmado ni ratificado, sin información, ha accedido a firmar y ratificar el órgano en cuestión, pero también reconoce la competencia de recibir y procesar comunicaciones individuales por parte de los órganos competentes. |                          |                           |                          |                          |                          |                          |                           |                          |                          |                          |                           |                          |                          |                          |                          |                           |                          |                          |

Turkmenistán ha sido ampliamente criticado por cometer abusos en materia de derechos humanos y ha impuesto severas restricciones a los viajes al extranjero de sus ciudadanos. La discriminación contra las minorías étnicas del país sigue existiendo en la práctica. Se ha alentado a las universidades a rechazar aquellos solicitantes que no tengan apellidos turcomanos, especialmente los rusos étnicos. Por otra parte, está prohibido enseñar las costumbres y el idioma de los baluchíes, una minoría étnica. Lo mismo sucede con los uzbekos, aunque el idioma uzbeko antes se enseñaba en algunas escuelas nacionales.
Según el Índice mundial de libertad de prensa de 2014 elaborado por Reporteros Sin Fronteras, Turkmenistán tenía las terceras peores condiciones de libertad de prensa del mundo (178 de 180 países), solamente superado por Corea del Norte y Eritrea, y está considerado como uno de los 10 países más censores. Cada retransmisión bajo el gobierno de Nyýazow comienza con la advertencia de que «la lengua de la emisora encogerá» si calumnia al país, la bandera o el presidente de Turkmenistán.
También se ha informado de casos de civiles hechos prisioneros por razones religiosas o por negarse a efectuar el servicio militar. No obstante en los últimos años se ha avanzado en ese aspecto y se ha dictado al menos una amnistía para varios prisioneros encarcelados por razones religiosas.

## Organización político-administrativa
Turkmenistán está dividida en cinco provincias (welayatlar, singular welayat): Balkan, Ahal, Daşoguz, Lebap y Mary; y una ciudad autónoma: Asjabad.

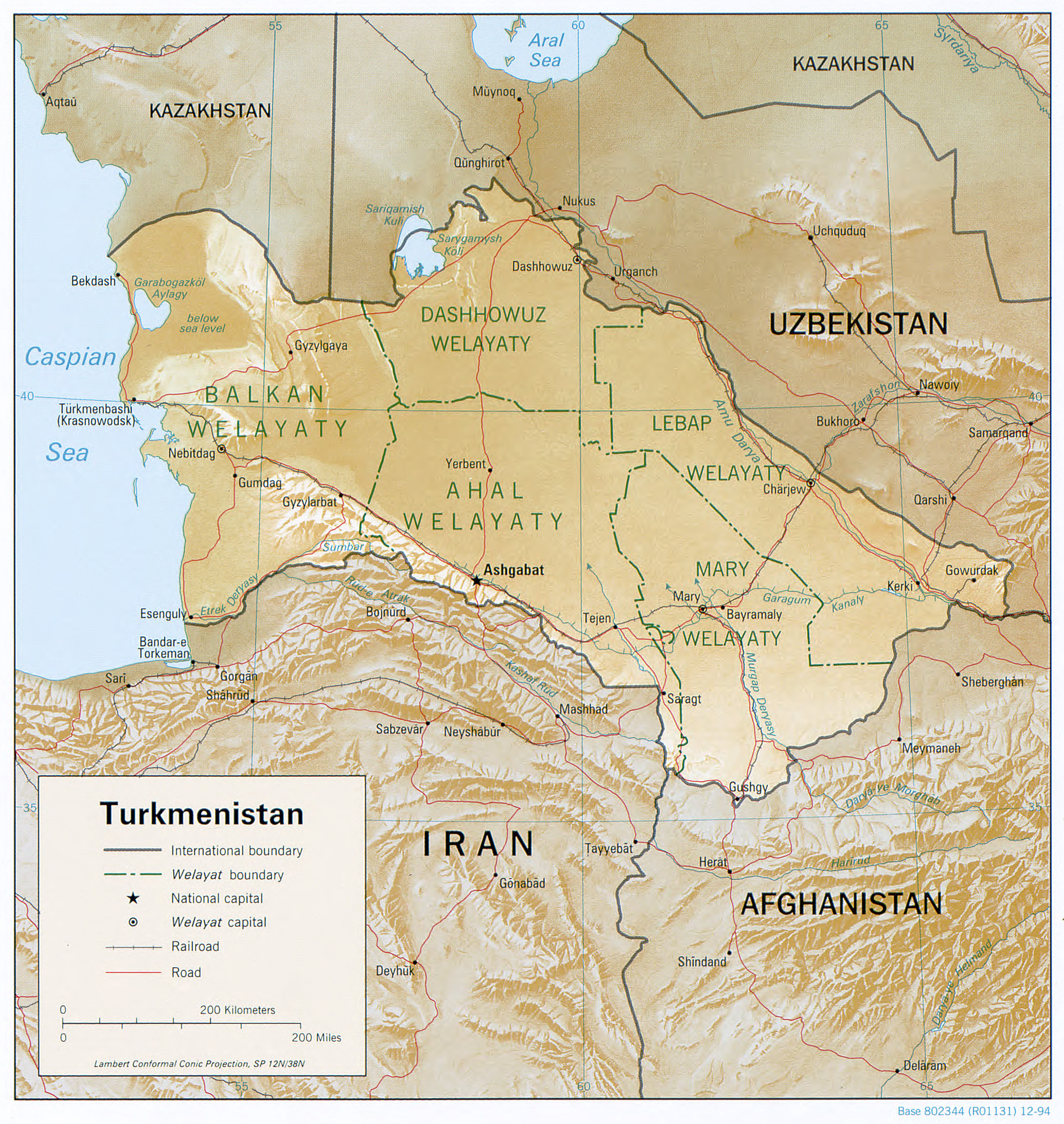
Mapa de Turkmenistán con divisiones provinciales en alta resolución.

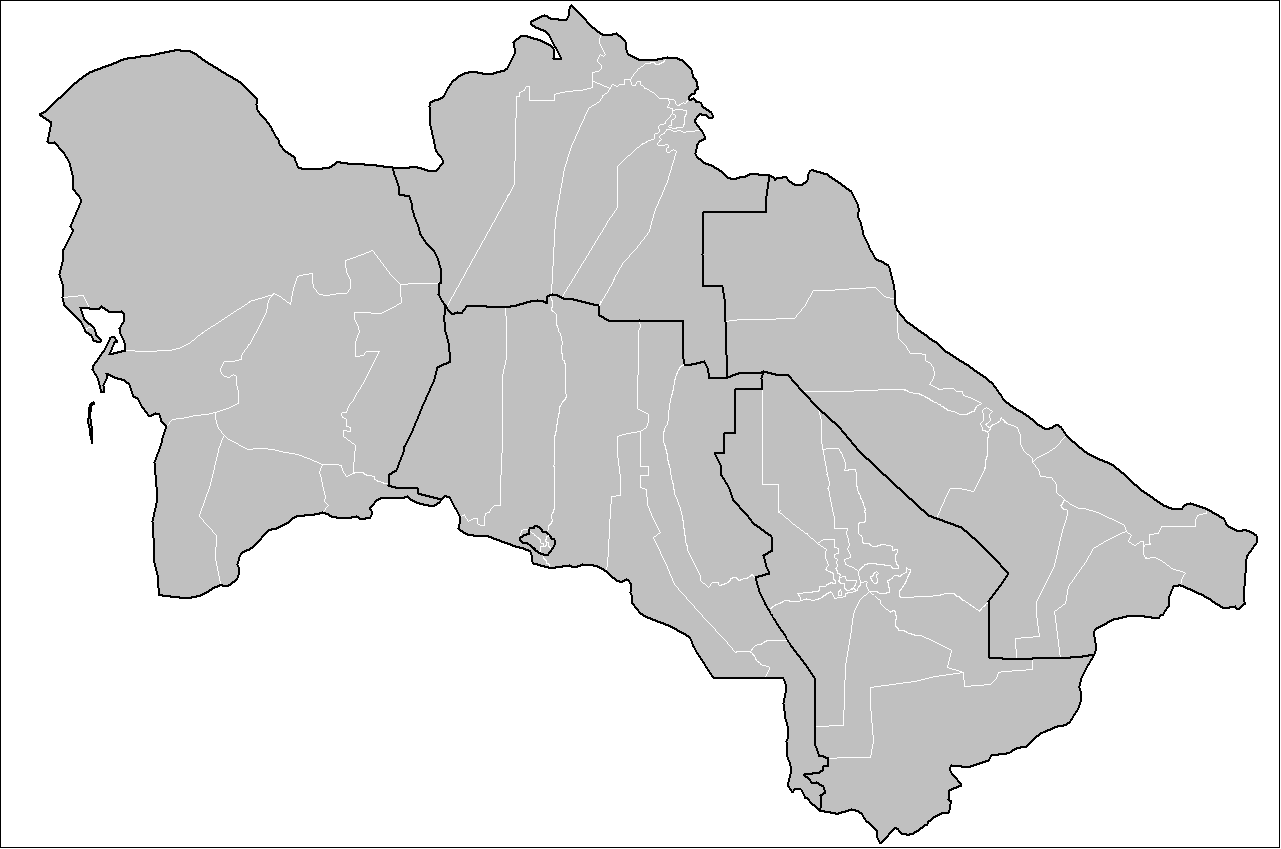
Distritos de Turkmmenistán.

| División   | ISO 3166-2 | Capital     | Superficie  | Población (2005) | Mapa |
| ---------- | ---------- | ----------- | ----------- | ---------------- | ---- |
| Asjabad    |            | Asjabad     | 470 km²     | 871 500          |      |
| 1. Ahal    | TM-A       | Anau        | 97 160 km²  | 939 700          | 1    |
| 2. Balkan  | TM-B       | Balkanabat  | 139 270 km² | 553 500          | 2    |
| 3. Daşoguz | TM-D       | Daşoguz     | 73 430 km²  | 1 370 400        | 3    |
| 4. Lebap   | TM-L       | Türkmenabat | 93 730 km²  | 1 334 500        | 4    |
| 5. Mary    | TM-M       | Mary        | 87 150 km²  | 1 480 400        | 5    |

## Geografía

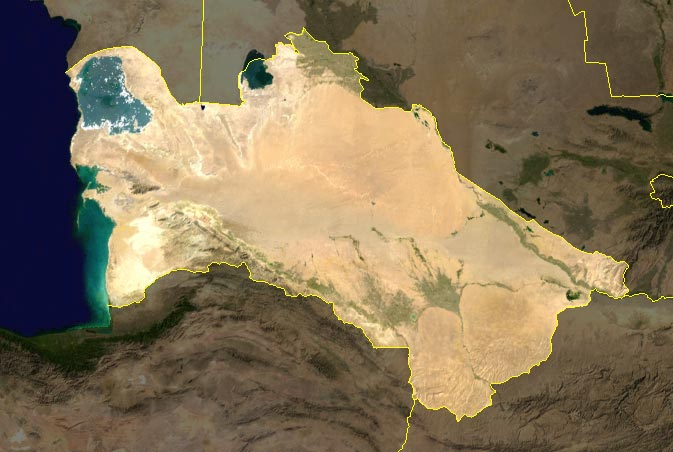
Imagen de satélite de Turkmenistán.

Turkmenistán abarca 488 100 kilómetros cuadrados, un 3.5 % menor que la de España o un 20 % mayor que Paraguay. Está enclavado en su mayor parte en la depresión del Turán (situada entre el mar Caspio y el mar de Aral), y ocupado casi en su totalidad por el desierto de Karakum y la meseta de Karabil. Al SO se eleva la cordillera de Kopet Dag, que lo separan de Irán. Por el NE y E penetran los rebordes rocosos de la meseta de Ustyurt, que comparte con Kazajistán y Uzbekistán. Todo el país está ubicado dentro del Turquestán.

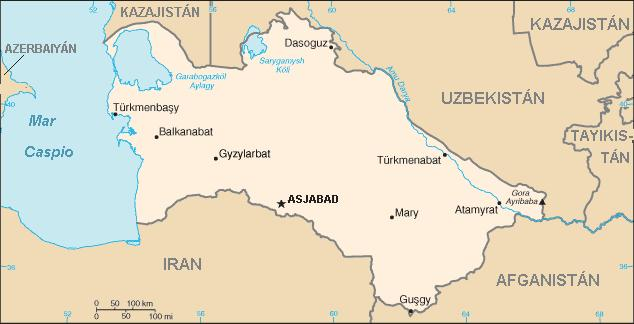
Mapa de Turkmenistán

Los ríos principales son el Amu Daria, el Atrak y el Murgab. En cuanto a la costa turcomana que posee sobre el mar Caspio, es llana en su mitad septentrional y escarpada en el centro y sur. En la parte septentrional está la bahía de Krasnovodsk, la península del mismo nombre y el golfo de Kara Bogaz Gol, ocupado por un gran pantano de agua salada. Entre este golfo y el mar de Aral se encuentra el pequeño lago Sariqamish, perteneciente a Turkmenistán y a Uzbekistán. La orilla de Turkmenistán a lo largo del mar Caspio es de 1768 kilómetros de largo. El mar Caspio está completamente cerrado, sin acceso natural al océano, aunque el canal Volga-Don permite el acceso de envío hacia y desde el mar Negro.

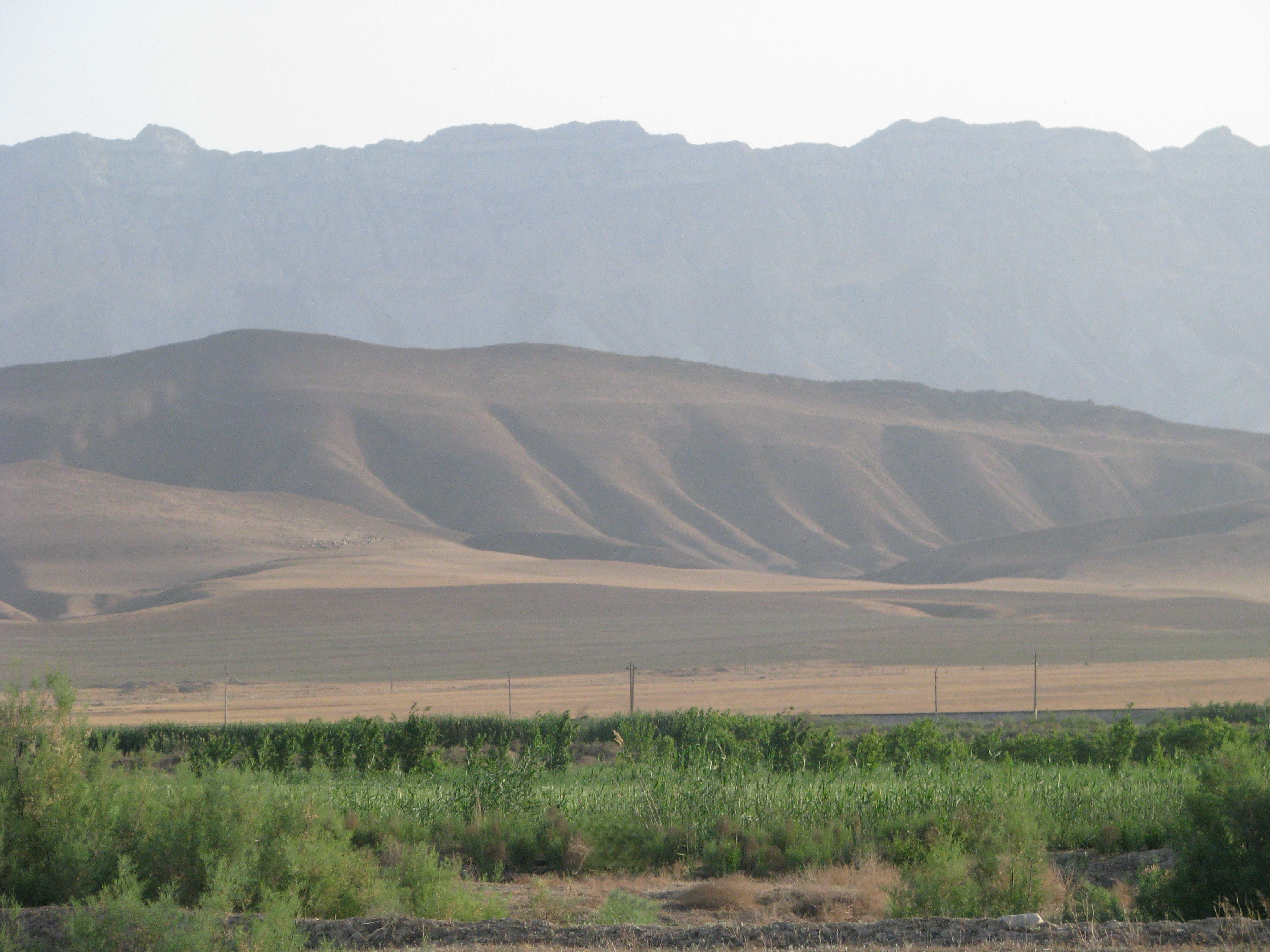
Montañas en la provincia de Ahal, Turkmenistán

El clima es subtropical desértico, con poca lluvia. Los vientos son cálidos y secos, y la mayor cantidad de precipitaciones ocurren entre enero y mayo. La pluviosidad anual en Turkmenistán es inferior a los 200 mm. Existen pequeñas zonas de bosque en las tierras altas del SO y SE.

### Topografía
El accidente geográfico más significativo de Turkmenistán es el desierto de Karakum, que cubre el 80% del país. La mayor parte de las montañas de Turkmenistán son inaccesibles. Restos de la antigua Ruta de la Seda atraviesan Turkmenistán desde el centro de China hasta la costa mediterránea.
El país está situado en una región donde el riesgo de terremotos es uno de los más altos del mundo. La población vive en el 6% de la superficie del país, es decir, unos 32.500 kilómetros cuadrados de tierras fértiles, una superficie comparable a la de Bélgica y Luxemburgo juntos. La densidad de población en estas tierras fértiles puede superar a menudo los 200 habitantes por kilómetro cuadrado. Son claramente visibles desde satélite, donde el color verde indica esta parte fértil de Turkmenistán.

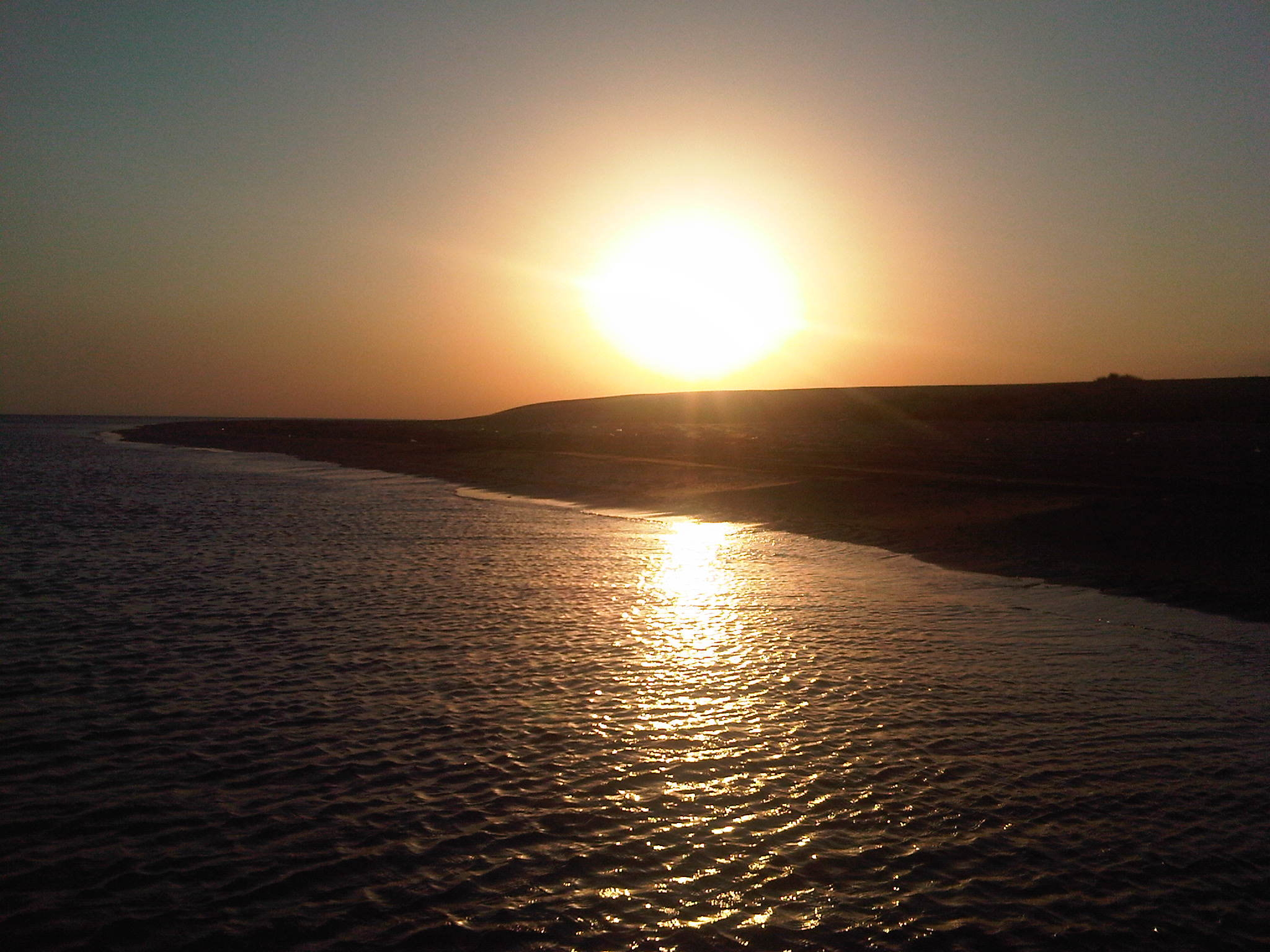
Aguas del mar Caspio en Turkmenistán

### Condiciones hidrológicas
Casi el 80% del territorio de Turkmenistán carece de una fuente constante de flujo de agua superficial. Sus principales ríos se encuentran únicamente en las periferias meridional y oriental; algunos ríos más pequeños de las laderas septentrionales del Kopetdag se desvían en su totalidad para el regadío. El río más importante es el Amu Darya, que tiene una longitud total de 2.540 km desde su afluente más lejano, lo que lo convierte en el río más largo de Asia Central. El Amu Darya fluye por el noreste de Turkmenistán y de ahí hacia el este hasta formar las fronteras meridionales de Uzbekistán y Tayikistán. Las presas y el regadío del Amu Darya han tenido graves efectos medioambientales en el mar de Aral, en el que desemboca el río. [El caudal medio anual del río es de 1.940 metros cúbicos por segundo. Otros ríos importantes son el Tejen (1.124 km), el Murgab (852 km) y el Atrek (660 km).

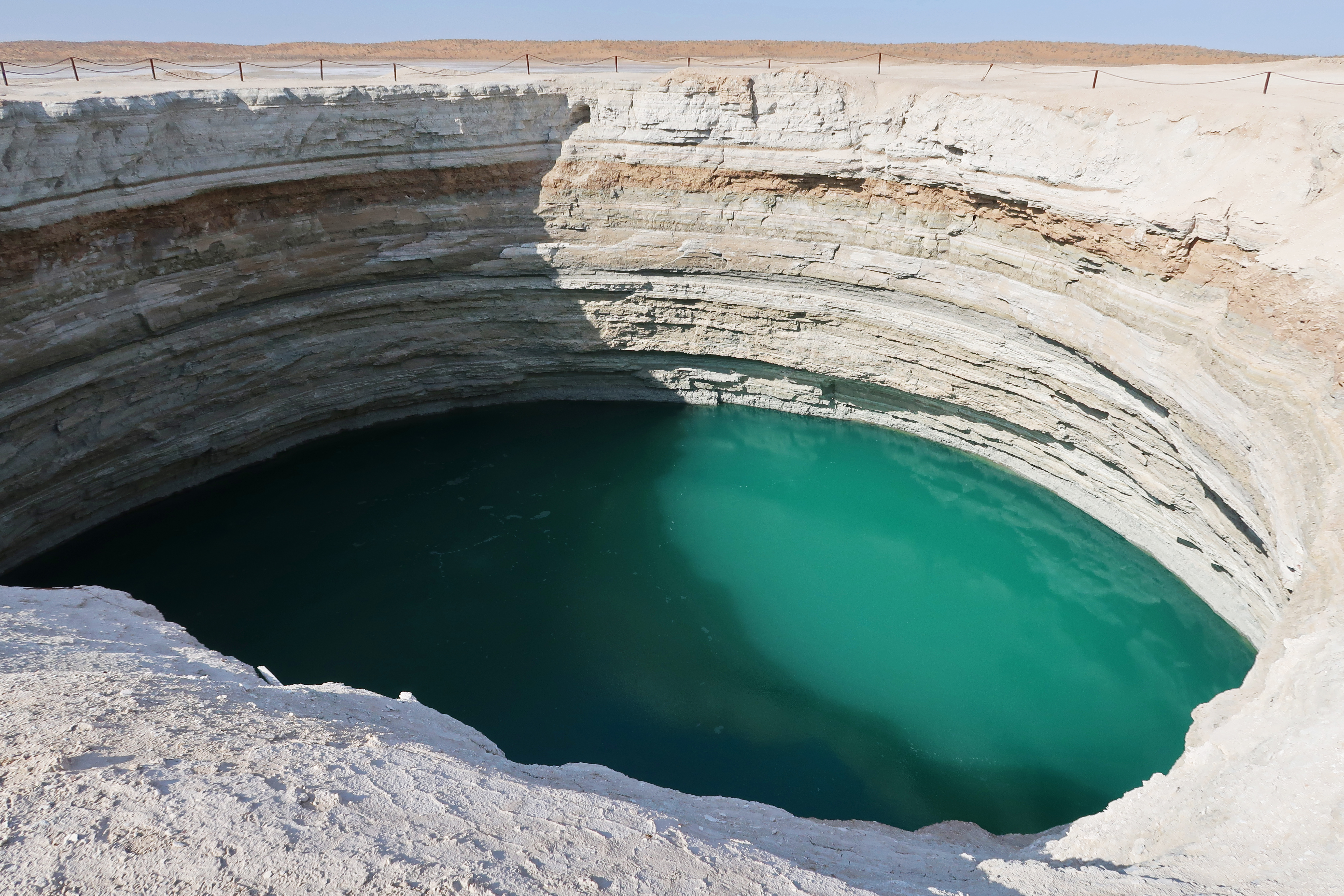
Lago en un cráter de Turkmenistán

### Desertificación
Según las estimaciones, como consecuencia de los procesos de desertificación y la contaminación, la productividad biológica de los sistemas ecológicos de Turkmenistán ha disminuido entre un 30% y un 50% en las últimas décadas. Los desiertos de Karakum y Kyzyl Kum se están expandiendo a un ritmo sólo superado a escala planetaria por el proceso de desertificación de las regiones africanas del Sáhara y el Sahel. Cada año aparecen entre 8.000 y 10.000 km2 de nuevos desiertos en Asia Central.
El tipo de desertificación más irreparable es el proceso de salinización que forma salinas pantanosas. Un factor importante que contribuye a estas condiciones es el uso ineficaz del agua debido a la escasa regulación y a que no se cobra por el agua que se utiliza. La eficacia en la aplicación del agua a los campos es baja, pero el principal problema son las fugas en los canales principales y secundarios, especialmente en el canal principal de Turkmenistán, el Canal de Karakum. Casi la mitad del agua del canal se filtra a lagos y pantanos salinos a lo largo de su recorrido. El riego excesivo hace que las sales salgan a la superficie, formando pantanos salinos que se secan hasta convertirse en llanuras arcillosas inutilizables. En 1989, el Instituto de Estudios del Desierto de Turkmenistán afirmó que la superficie de dichas llanuras había alcanzado los 10.000 km2.

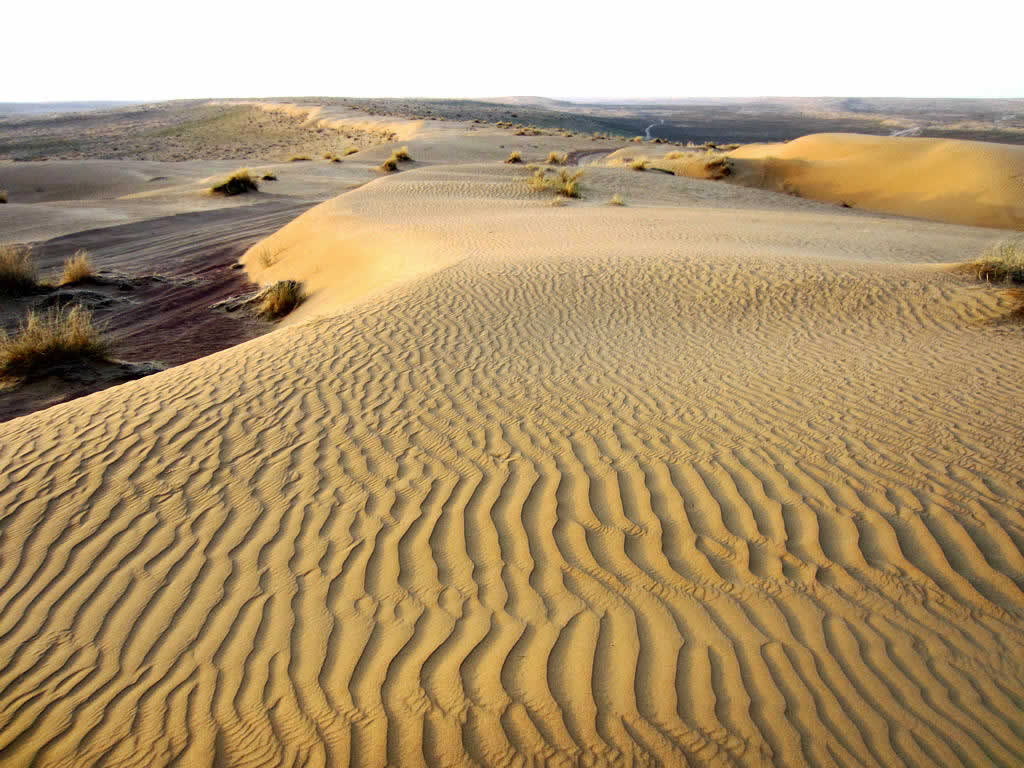
Desierto de Karakum en Turkmenistán

El tipo de desertización provocado por el pastoreo de ganado durante todo el año se ha calificado como el más devastador de Asia Central, con las situaciones más graves en Turkmenistán y la estepa kazaja a lo largo de las costas oriental y septentrional del mar Caspio. La erosión eólica y la desertificación también son graves en las zonas pobladas a lo largo del canal de Garagum; los cortavientos plantados han muerto debido a la saturación o salinización del suelo. Otros factores que favorecen la desertificación son la insuficiencia del sistema colector-drenaje construido en los años 50 y la aplicación inadecuada de productos químicos.

## Economía
| Exportaciones a | Exportaciones a | Importaciones de | Importaciones de |
| País            | Porcentaje      | País             | Porcentaje       |
| --------------- | --------------- | ---------------- | ---------------- |
| Ucrania         | 42.8 %          | Turquía          | 17 %             |
| Irán            | 14 %            | Rusia            | 11 %             |
| Turquía         | 11 %            | EAU              | 8 %              |
| Italia          | 9 %             | Ucrania          | 7.6 %            |
| Suiza           | 5 %             | Francia          | 6 %              |
| Otros           | 18.2 %          | Otros            | 50.4 %           |

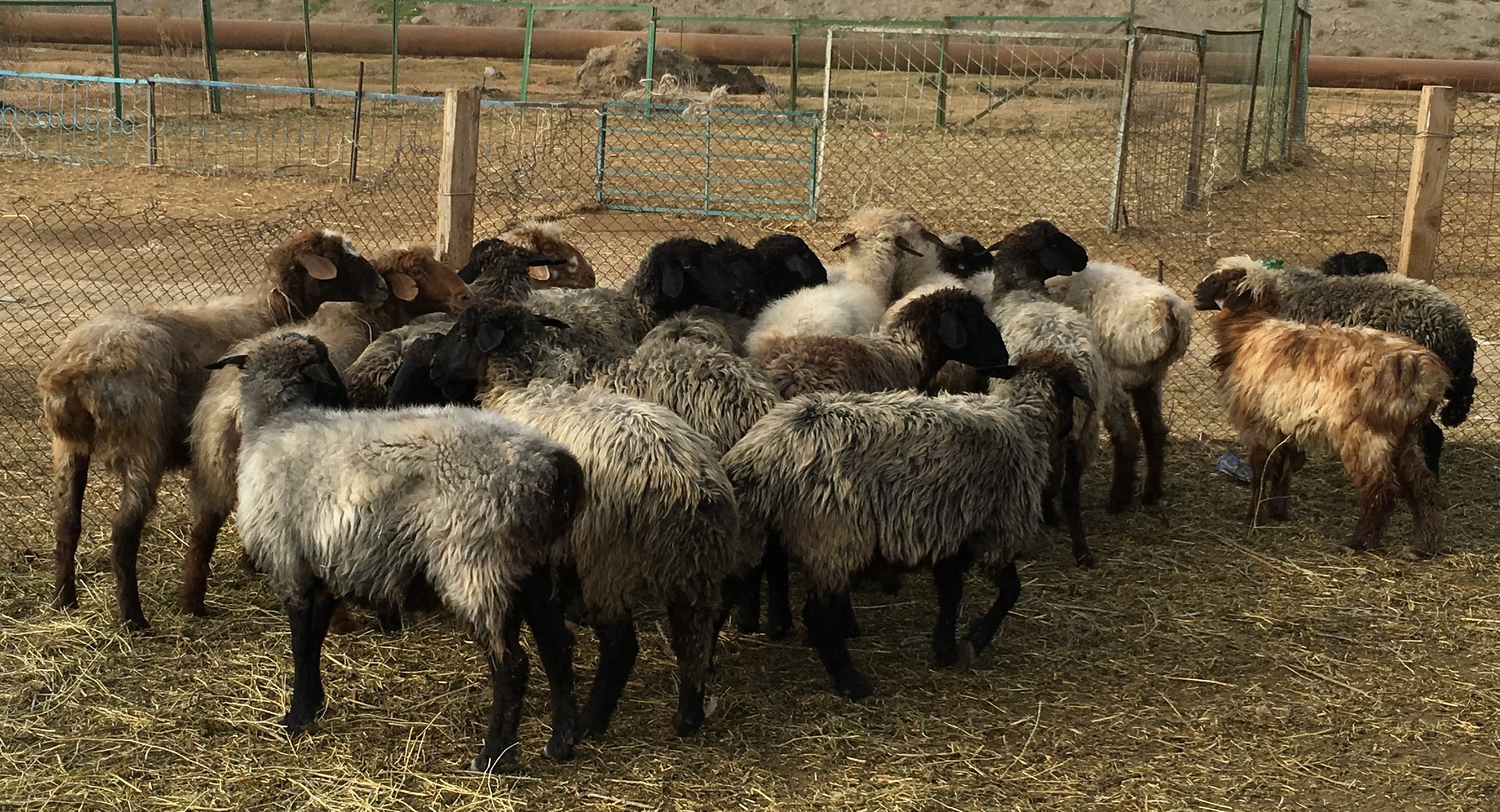
Cría de ovejas en Turkmenistán

Los dos principales recursos económicos de Turkmenistán son el algodón (llegó a ser el 10.º productor mundial) y los hidrocarburos. El país posee una gran reserva de gas y petróleo, que proveen una porción cada vez mayor de sus ingresos a medida que sus precios suben y la desertificación reduce la producción de algodón. Al estar aislado de los principales consumidores de hidrocarburos, el país depende de sus vecinos, lo que ha sido causa de tensiones, principalmente con Rusia que, mediante la empresa estatal Gazprom, distribuye dos tercios de las exportaciones de gas de Turkmenistán.

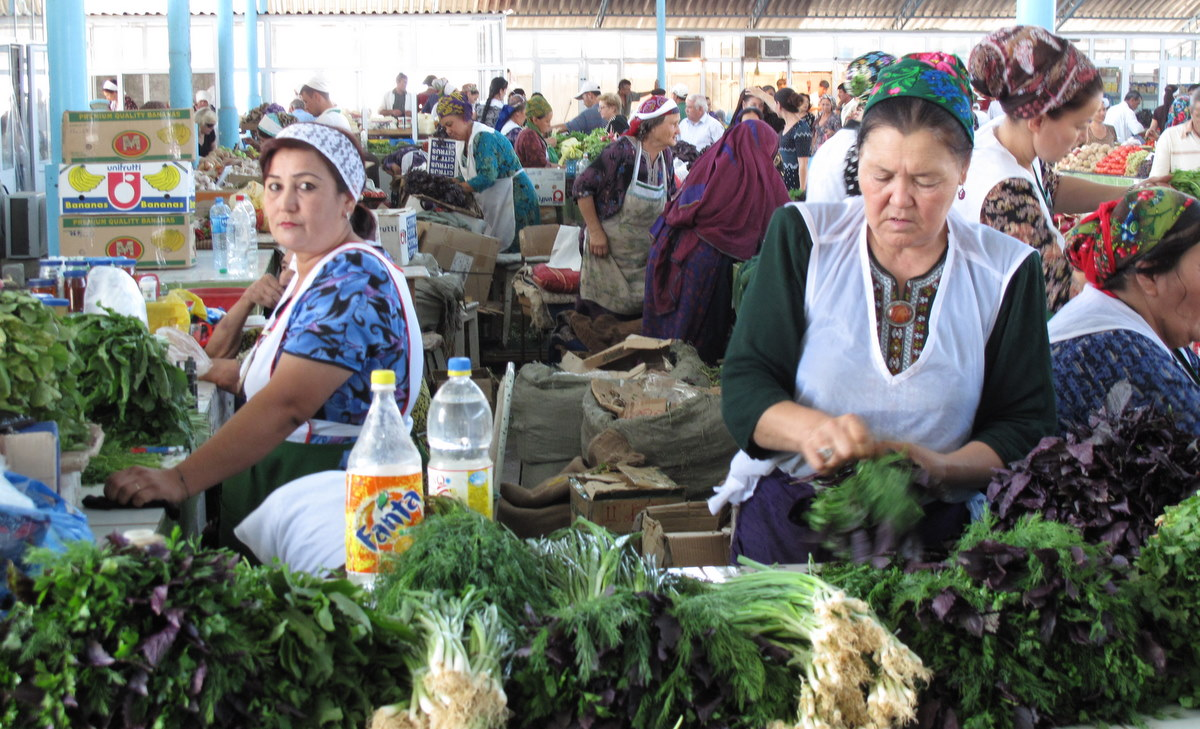
Un mercado o bazar en Turkmenbashi

A pesar de que Turkmenistán fue uno de los países de la zona euro-asiática de la antigua Unión Soviética que menos sufrió las consecuencias económicas de la desintegración, las difíciles relaciones con las antiguas repúblicas soviéticas han llevado incluso al boicot de sus exportaciones, especialmente por parte de Ucrania y a crecientes deudas de varios de sus vecinos que le compran hidrocarburos. El paso a un sistema económico más abierto tras la caída de la Unión Soviética no ha resuelto los problemas generados por la antigüedad tecnológica del equipo industrial y minero.
Durante la presidencia de Nyýazow, gran parte de los beneficios obtenidos se usaban para los programas de embellecimientos de la capital y culto al presidente, sin que partes importantes de la población del país se hayan beneficiado. En 2004, el índice de desempleo rondaba el 60 %, y un porcentaje similar de la población vivía bajo la línea de pobreza según estadísticas de 2003.

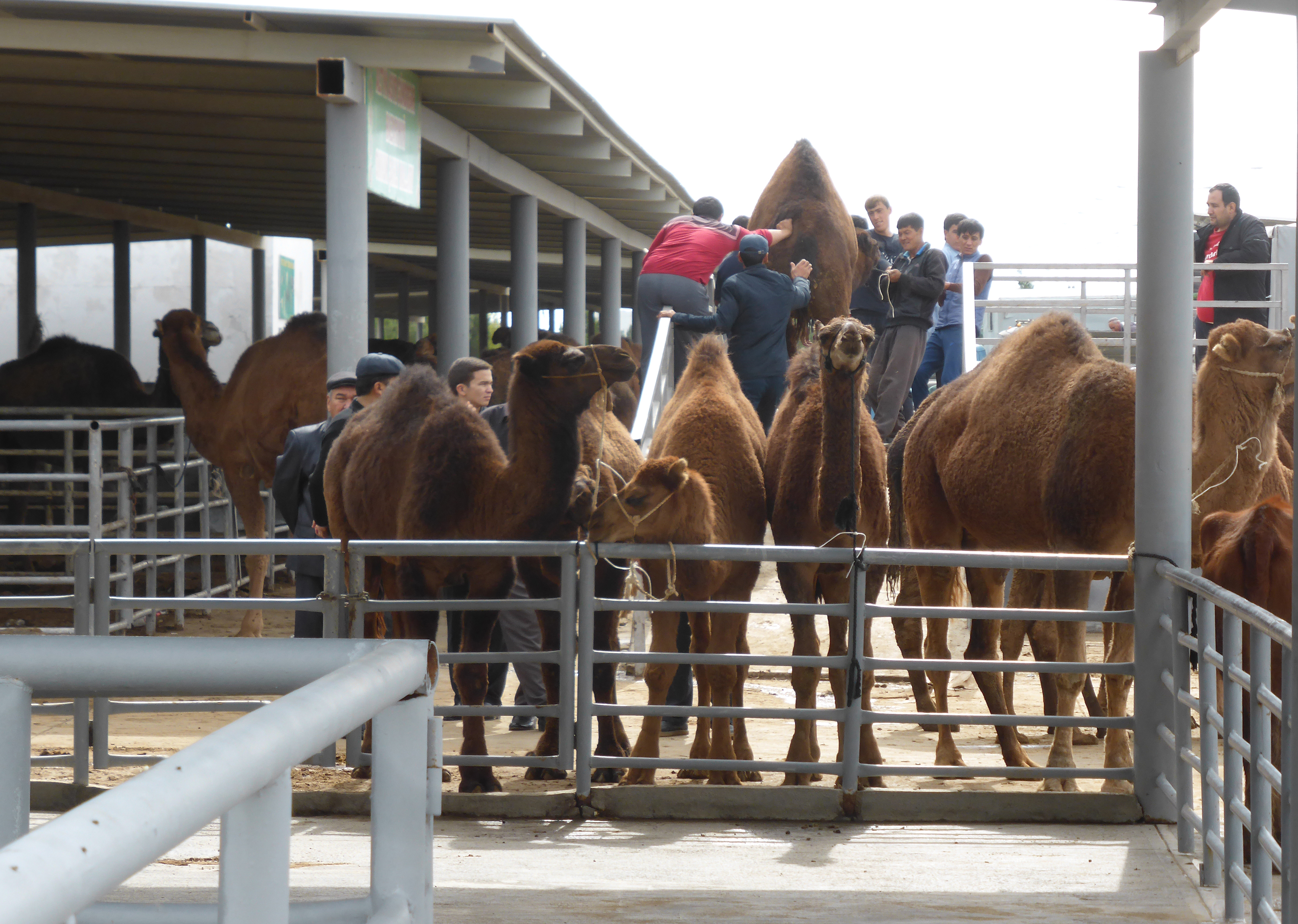
Mercado de camellos en Turkmenistán

De acuerdo con un decreto del Consejo Popular el 14 de agosto de 2003, la electricidad, el gas natural, el agua y la sal serán subvencionados a los ciudadanos hasta 2030. Además, los conductores de automóviles tienen derecho a 120 litros de gasolina gratis al mes. Los conductores de autobuses, camiones y tractores pueden obtener 200 litros de combustible y los motociclistas 40 litros. El 5 de septiembre de 2006, después de que Turkmenistán amenazase con cortar el suministro, Rusia acordó elevar el precio que paga por el gas natural de Turkmenistán a partir de $65 a $100 por 1000 metros cúbicos. Dos terceras partes del gas turcomano pasa por la empresa estatal rusa Gazprom.
El secreto con que se maneja el gobierno hace que los números y evaluaciones sean en su mayoría estimaciones sujetas a un amplio margen de error. El mismo gobierno anunció en enero de 2013 sus intenciones de que Turkmenistán iniciara un proceso para ser miembro de la Organización Mundial del Comercio.
La industria del turismo ha estado creciendo rápidamente en los últimos años, especialmente el turismo de salud. Esto se debe principalmente a la creación de la zona turística de Avaza en el mar Caspio. Todo viajero debe obtener una visa antes de ingresar a Turkmenistán. Para obtener una visa de turista, los ciudadanos de la mayoría de los países necesitan ayuda con la visa de una agencia de viajes local.

### Recursos naturales
Turkmenistán posee importantes reservas de petróleo y gas natural. Hay registradas 44.500 millones de toneladas equivalentes de petróleo. Sin embargo, las estimaciones sugieren que podría haber hasta 250.000 millones de toneladas. En 2007 y 2008, las empresas extranjeras invirtieron 800 y 2200 millones de dólares en el sector del petróleo y el gas.

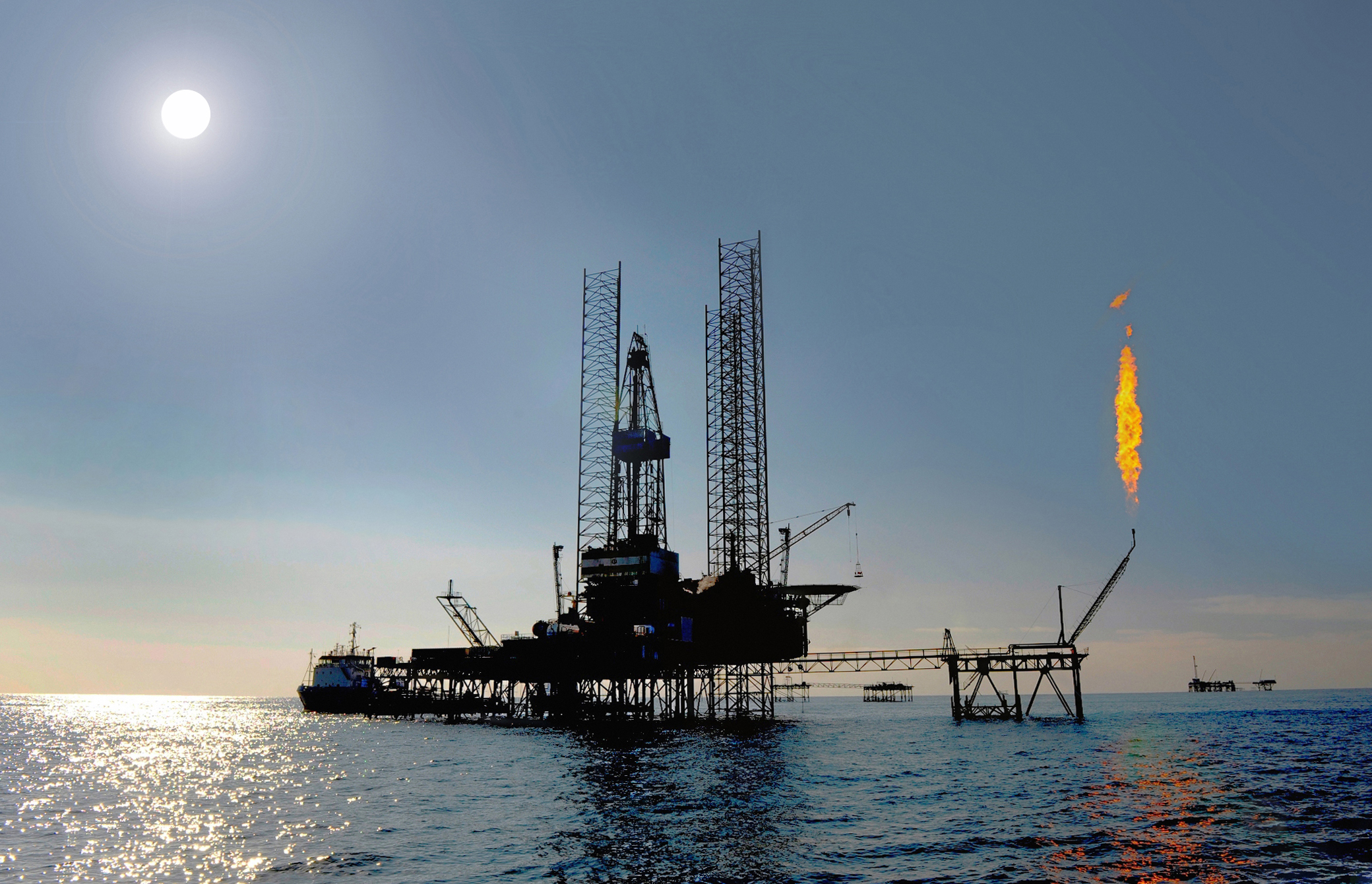
Plataforma petrolífera de Turkmenistán en el mar Caspio

Las empresas estatales TurkmenGeologiya (TG), TurkmenNeft (TN), TurkmenGaz (TG) y TurkmenNefteGazStroy (TNGS) se encargan de la exploración, explotación y procesamiento. Suscriben empresas conjuntas (JV) y acuerdos de producción compartida (PSA) con grupos extranjeros, en los que la parte turcomana siempre tiene una participación superior al 50%.
El primer informe de expertos sobre los yacimientos de gas turcomanos, elaborado según un sistema de clasificación internacional, fue publicado en octubre de 2008 por la agencia británica Gaffney Cline and Associates. El representante de la agencia británica de certificación energética subrayó que las reservas de gas de Turkmenistán son considerablemente mayores de lo que se suponía. Según el informe, Turkmenistán posee uno de los mayores yacimientos de gas natural del mundo. El yacimiento de Yolotan-Osman del Sur, cerca de la frontera afgana, contiene reservas recuperables de entre 4 y 14 billones de metros cúbicos de gas natural (equivalentes a entre 140 y 495 Tcf).
4 billones de metros cúbicos lo convertirían en uno de los diez mayores yacimientos y 14 billones de metros cúbicos lo convertirían en el mayor yacimiento de gas terrestre del mundo. Con 6 billones de metros cúbicos, multiplicaría por cinco el yacimiento de gas más prolífico de Turkmenistán, Dowletabad. El gas natural también proporciona la mayor parte de la producción eléctrica de Turkmenistán. Con la inversión en nuevas turbinas de gas, en el futuro se exportará electricidad no sólo a Afganistán, Irán y Turquía, sino también a Tayikistán, Kazajistán y Pakistán.
Los productos petrolíferos son el segundo producto de exportación más importante de Turkmenistán, después del gas natural. Hay refinerías en Türkmenbaşy y Seydi. El complejo estatal de procesamiento de petróleo TNGIZT produce entre una quinta y una cuarta parte de la producción manufacturera total del país en valor.
Los productos derivados del petróleo, como el polietileno, el polipropileno o el combustible Euro-5 de sus propias refinerías, son importantes productos de exportación de Turkmenistán, al igual que lo son cada vez más otros productos químicos como los fertilizantes procedentes del gran yacimiento de sales minerales y aguas profundas que contienen yodo y bromo. La empresa estatal TurkmenKhimiya se dedica a la extracción de sal potásica en el yacimiento de Garlyk, en el extremo sureste del país, con socios de Bielorrusia, así como a la producción de urea y amonio en la región de los Balcanes.

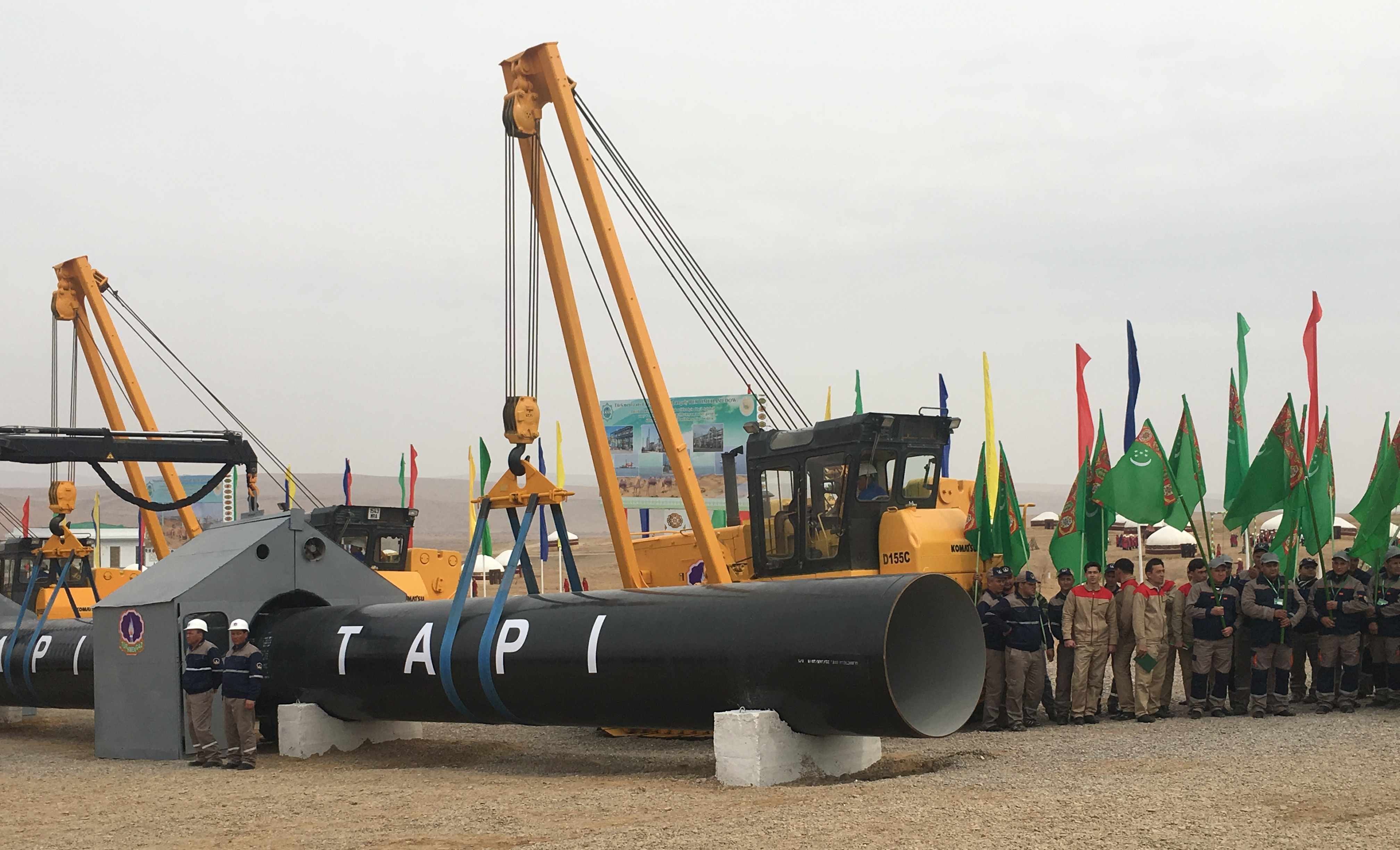
Ceremonia de finalización del tramo turcomano del gasoducto Turkmenistán-Afganistán-Pakistán-India (TAPI).

Turkmenistán exporta petróleo y gas a los mercados mundiales a través de Rusia, Kazajistán, Irán, Azerbaiyán y Turquía. El petróleo también se transporta por barco a Bakú (Azerbaiyán) y Neka (Irán).
En 2008, se produjo petróleo y gas en más de 40 yacimientos; véase también el oleoducto Turkmenistán-Afganistán-Pakistán.
Los productores extranjeros son:
- Dragon Oil (Irlanda; 51% de las acciones en manos del Emirato de Dubái).
- Eni (Italia)
- Petronas (Malasia)
- Maersk Oil (Dinamarca) + Wintershall (Alemania) + ONGC (India)

### Industria
Entre 1881 y 1921, existía poca industria en Asjabad. Muradov relata que en 1915 la ciudad contaba con "68 empresas, en su mayoría semiartesanales, con un total de 200-300 trabajadores" Otra fuente relata que en 1911 aproximadamente la mitad de la mano de obra de algo más de 400 "trabajadores" estaba empleada en el depósito de ferrocarriles, dedicados al mantenimiento y reparación de locomotoras y vagones, mientras que el resto se dedicaba al desmotado de algodón, la extracción de aceite de semilla de algodón, la molienda de harina y la producción de cuero, ladrillo, vidrio y hierro. En 1915 la ciudad contaba además con tres imprentas, una central eléctrica, tres desmotadoras de algodón, una fábrica de nata, una curtiduría y 35 ladrilleras.
En 1921, las autoridades soviéticas construyeron una nueva fábrica de vidrio y otra de vino y licores. En los años siguientes se añadieron varias fábricas más, entre ellas la planta siderúrgica "Metalúrgico Rojo" (1925), la planta de hilado de seda (1928), una planta de hilado de algodón y una planta textil (1929), una fábrica de dulces (1930), una fábrica de ropa (1933), una fábrica de zapatos (1934) y una fábrica de conservas de carne (1938). En 1948, Asjabad contaba con una veintena de grandes empresas industriales que producían tejidos, vidrio, calzado, prendas de vestir, productos cárnicos, dragas, piezas de maquinaria agrícola y mucho más.

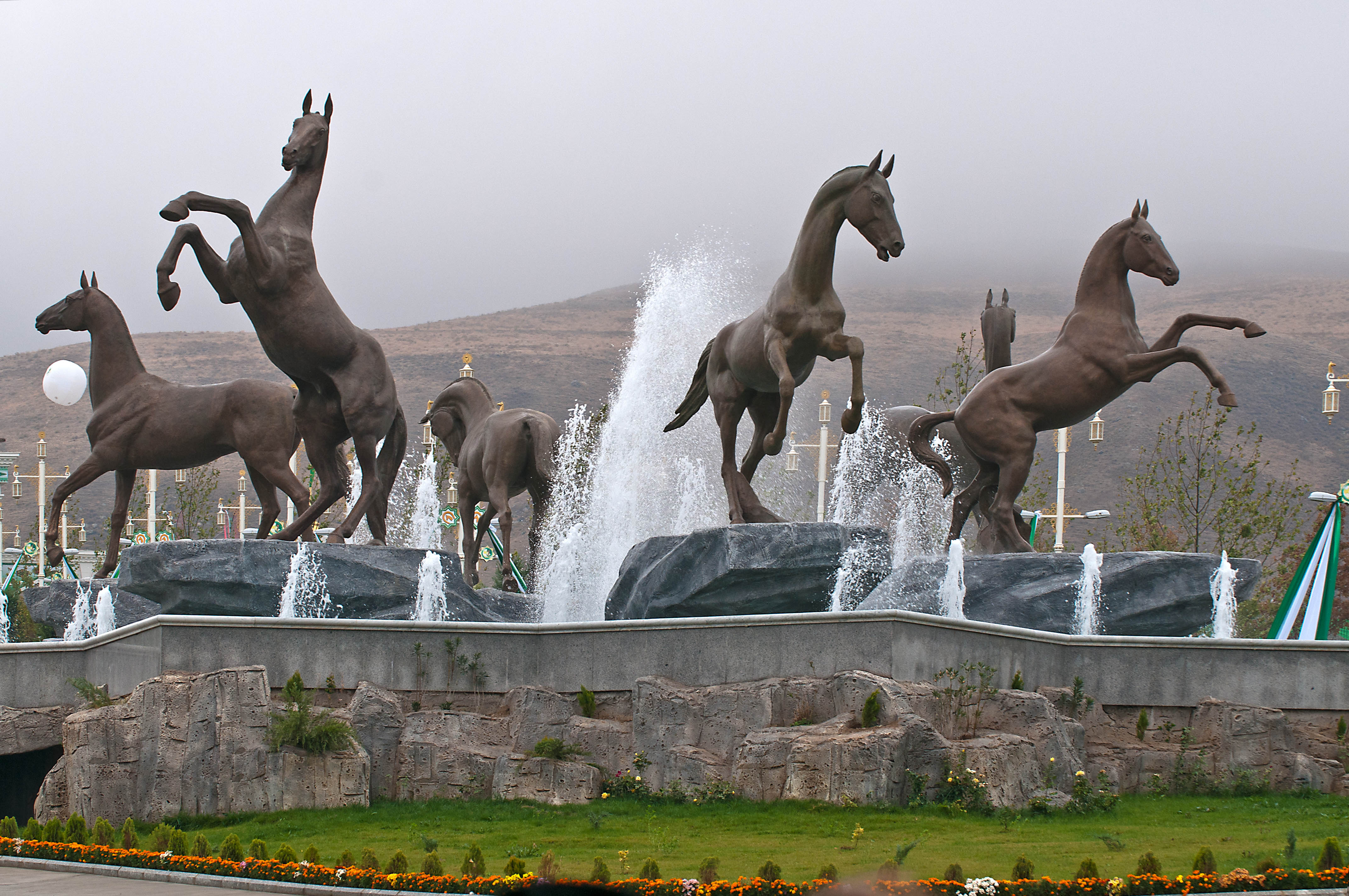
Hipódromo de Ahal Velayat en Serdar

La anexión de la antigua ciudad de Buzmeyin (turcomano: Büzmeýin), que de 2002 a 2018 fue conocida como Abadán, trajo a los límites de la ciudad de Asjabad su principal suburbio industrial. El actual barrio de Buzmeyin cuenta con la Central Eléctrica Estatal de Buzmeyin y fábricas de hormigón armado, cemento, cubiertas de amianto, tuberías y bloques de hormigón, así como una fábrica de tejido de alfombras y una planta embotelladora de refrescos.
En la actualidad, en Asjabad y sus suburbios hay más de 43 grandes y 128 medianas empresas industriales, junto con más de 1.700 pequeñas instalaciones industriales. Las más importantes son Ashneftemash, Turkmenkabel y el Complejo Textil Turkmenbashy.

### Turismo

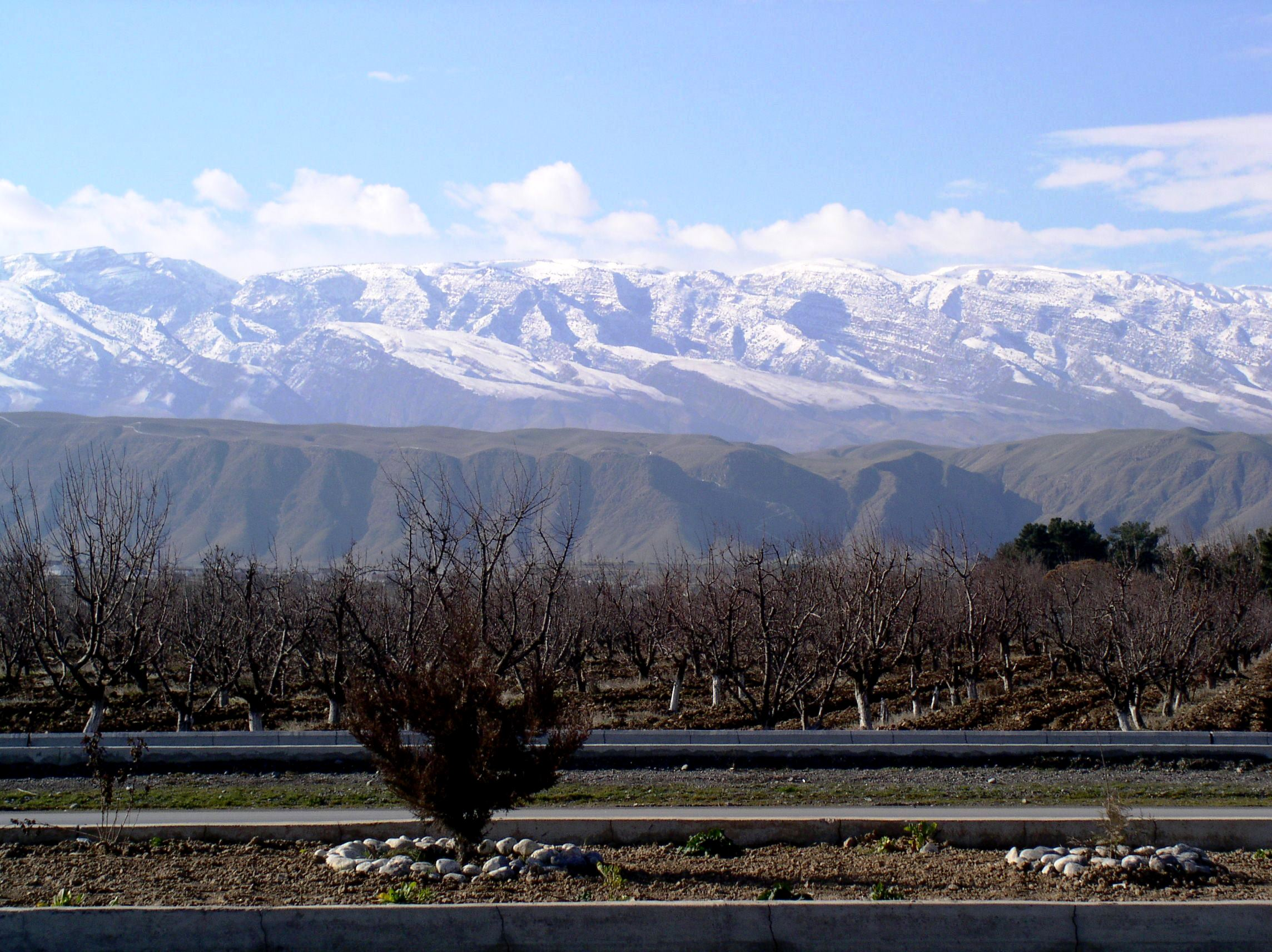
Montañas de Kopetdag en primavera vistas desde Bereket en Turkmenistán

Turkmenistán es un país con un gran potencial para ampliar la industria turística. Muchas de sus ciudades centroasiáticas fueron puntos principales de comercio en la Ruta de la Seda, que unía las civilizaciones orientales y occidentales. Muchos países vecinos (entre ellos Kazajistán, Uzbekistán e Irán) promocionan sus países basándose en su ubicación a lo largo de la Gran Ruta de la Seda. El turismo ha crecido rápidamente en los últimos años. Los turistas extranjeros se ven disuadidos por el restrictivo régimen de la política de visados con todos los países del mundo. El turismo está regulado por el Comité de Turismo de Turkmenistán.
En Turkmenistán hay tres lugares declarados Patrimonio de la Humanidad.
Nisa (también Parthaunisa) fue una antigua ciudad, situada cerca de la actual Bagyr, un barrio de Asjabad a 18 km al suroeste del centro. Algunos describen Nisa como una de las primeras capitales de los partos. Tradicionalmente se supone que fue fundada por Arsaces I (reinó entre 250 a. C. y 211 a. C.), y se dice que fue la necrópolis real de los reyes partos, aunque no se ha establecido que la fortaleza de Nisa fuera una residencia real o un mausoleo.

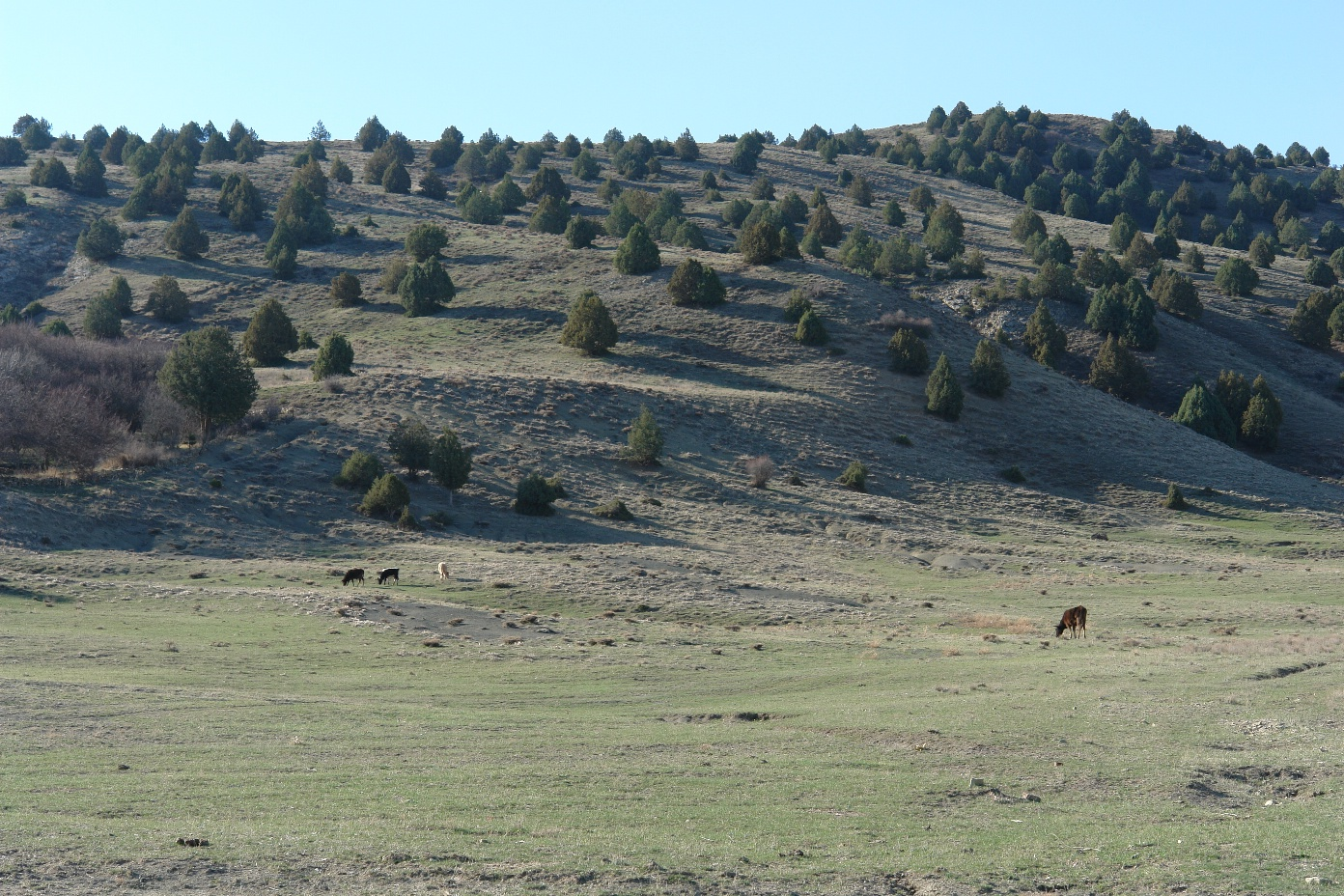
Nokhur al sur de Turkmenistán

Merv, antigua satrapía aqueménida de Margiana, y más tarde Alejandría y Antioquía de Margiana, fue una importante ciudad-oasis de Asia Central, en la histórica Ruta de la Seda, situada cerca de la actual María. Varias ciudades han existido en este emplazamiento, significativo por el intercambio cultural y político en un lugar de gran valor estratégico. Se afirma que Merv fue brevemente la ciudad más grande del mundo en el siglo XII.
Konye-Urgench es un municipio de unos 30.000 habitantes situado en el noreste de Turkmenistán, justo al sur de la frontera con Uzbekistán. Es el emplazamiento de la antigua ciudad de Ürgenç, que contiene las ruinas sin excavar de la capital de Corasmia, del siglo XII. Desde 2005, las ruinas de la antigua Urgench están protegidas por la UNESCO como Patrimonio de la Humanidad.
En la costa del mar Caspio de Turkmenistán hay varios balnearios populares, como la Zona Turística Nacional de Awaza.

La fauna del desierto de Karakum incluye muchos tipos de animales raros. Hay una reserva natural de Karakum en las tierras inundadas drenadas por el Amu Darya.

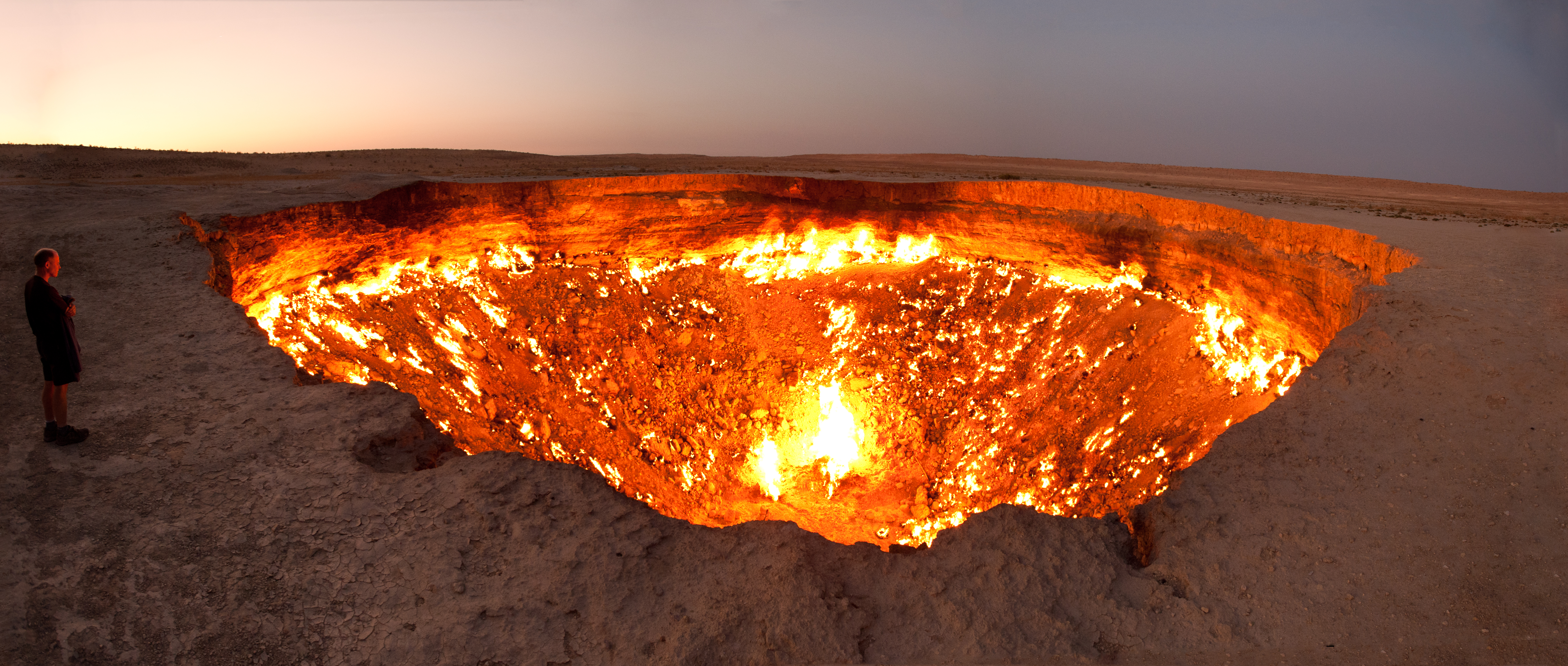
Pozo de Darvazá, atracción turística popular conocida también como la

Cerca del pueblo de Derweze, en pleno desierto de Karakum, hay un yacimiento de gas natural. Mientras perforaban en 1971, geólogos soviéticos explotaron una caverna llena de gas natural. El suelo bajo la plataforma de perforación se derrumbó, creando el cráter de gas de Darvaza, un gran agujero de 70 metros de diámetro situado a 40°15′10″N 58°26′22″E. Para evitar la descarga de gas venenoso, se decidió que la mejor solución era quemarlo. Los geólogos esperaban que el fuego consumiera todo el combustible en cuestión de días, pero el gas sigue ardiendo hoy en día. Los lugareños han apodado a la caverna la "Puerta del Infierno".

## Transporte

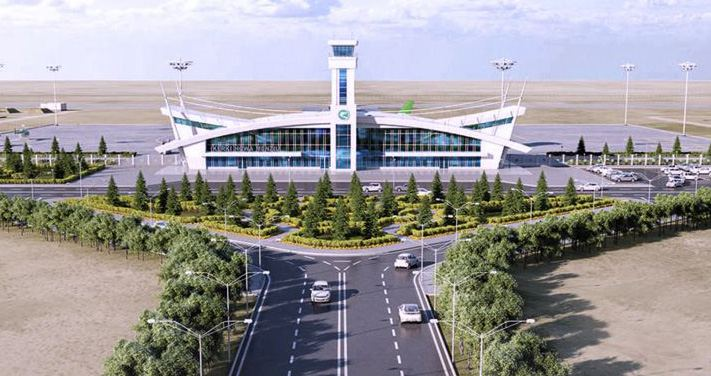
Aeropuerto Internacional de Kerki, en el este de Turkmenistán

### Transporte aéreo
El servicio aéreo comenzó en 1927 con una ruta entre Çärjew (Türkmenabat) y Tashauz (Daşoguz), con aviones Junkers 13 alemanes y K-4 soviéticos, cada uno con capacidad para cuatro pasajeros. En 1932 se construyó un aeródromo en Asjabad en el emplazamiento de los actuales barrios de Howdan, tanto para el servicio de pasajeros como de mercancías, este último principalmente para entregar suministros a las minas de azufre cercanas a Derweze, en el desierto de Karakum.
Los aeropuertos que dan servicio a las principales ciudades de Asjabad, Daşoguz, Mary, Türkmenabat y Türkmenbaşy, operados por la aerolínea de la autoridad de aviación civil de Turkmenistán, Türkmenhowaýollary, cuentan con servicio aéreo comercial regular nacional. En circunstancias normales, el servicio aéreo comercial regular internacional se limita a Asjabad. Sin embargo, durante la pandemia de COVID-19, los vuelos internacionales despegan y aterrizan en Türkmenabat, donde se han establecido instalaciones de cuarentena. Turkmenistan Airlines, de propiedad estatal, es la única compañía aérea turcomana. La flota de pasajeros de Turkmenistan Airlines está compuesta por aviones Boeing y Bombardier Aerospace. El transporte aéreo transporta más de dos mil pasajeros diarios en el país. En condiciones normales, los vuelos internacionales transportan anualmente a más de medio millón de personas hacia y desde Turkmenistán, y Turkmenistan Air opera vuelos regulares a Moscú, Londres, Frankfurt, Birmingham, Bangkok, Delhi, Abu Dabi, Amritsar, Kiev, Lviv, Pekín, Estambul, Minsk, Almaty, Taskent y San Petersburgo.
Los pequeños aeródromos prestan servicio a zonas industriales cercanas a otras ciudades, pero no cuentan con servicios comerciales regulares de pasajeros. Entre los aeródromos cuya modernización y ampliación está prevista se encuentran los de Garabogaz, Jebel y Galaýmor. El nuevo Aeropuerto Internacional de Türkmenabat entró en servicio en febrero de 2018. En junio de 2021 se inauguró un aeropuerto internacional en Kerki.

### Transporte marítimo

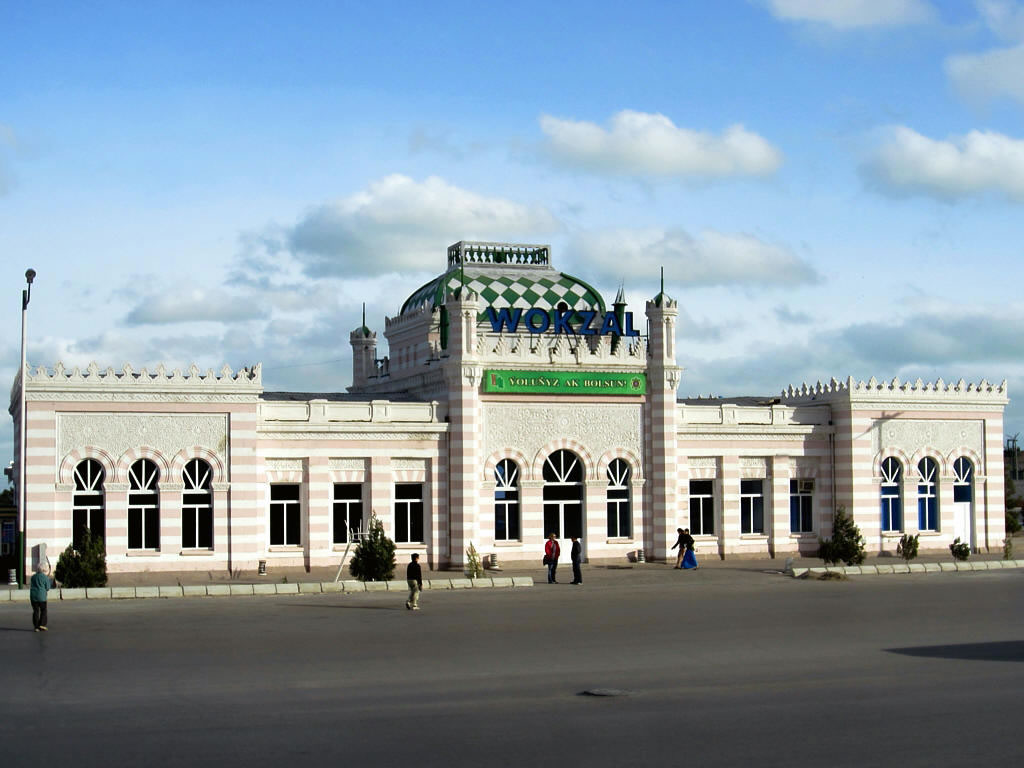
Estación ferroviaria de Turkmenbashi

Desde 1962, el puerto marítimo internacional de Turkmenbashy explota un transbordador de pasajeros al puerto de Bakú (Azerbaiyán), así como transbordadores ferroviarios a otros puertos del mar Caspio (Bakú, Aktau).En los últimos años ha aumentado el transporte de petróleo en petroleros a los puertos de Bakú y Majachkalá.
En mayo de 2018 finalizó la construcción de una gran ampliación del puerto marítimo de Turkmenbashy. El coste del proyecto fue de 1.500 millones de dólares.El contratista general del proyecto fue Gap Inşaat, una filial de Çalık Holding de Turquía. La ampliación añadió 17 millones de toneladas de capacidad anual, con lo que el rendimiento total, incluidas las instalaciones ya existentes, supera los 25 millones de toneladas anuales.Las terminales internacionales de transbordadores y pasajeros podrán dar servicio a 300.000 pasajeros y 75.000 vehículos al año, y la terminal de contenedores está diseñada para manejar 400.000 TEU (contenedores equivalentes de 20 pies) al año.

### Transporte ferroviario
La primera línea ferroviaria de Turkmenistán se construyó en 1880, desde la orilla oriental del mar Caspio hasta Mollagara. En octubre de 1881 la línea se amplió hasta Kyzyl-Arvat, y en 1886 había llegado a Çärjew. En 1887 se construyó un puente ferroviario de madera sobre el Amu Darya, y la línea continuó hasta Samarcanda (1888) y Taskent (1898).

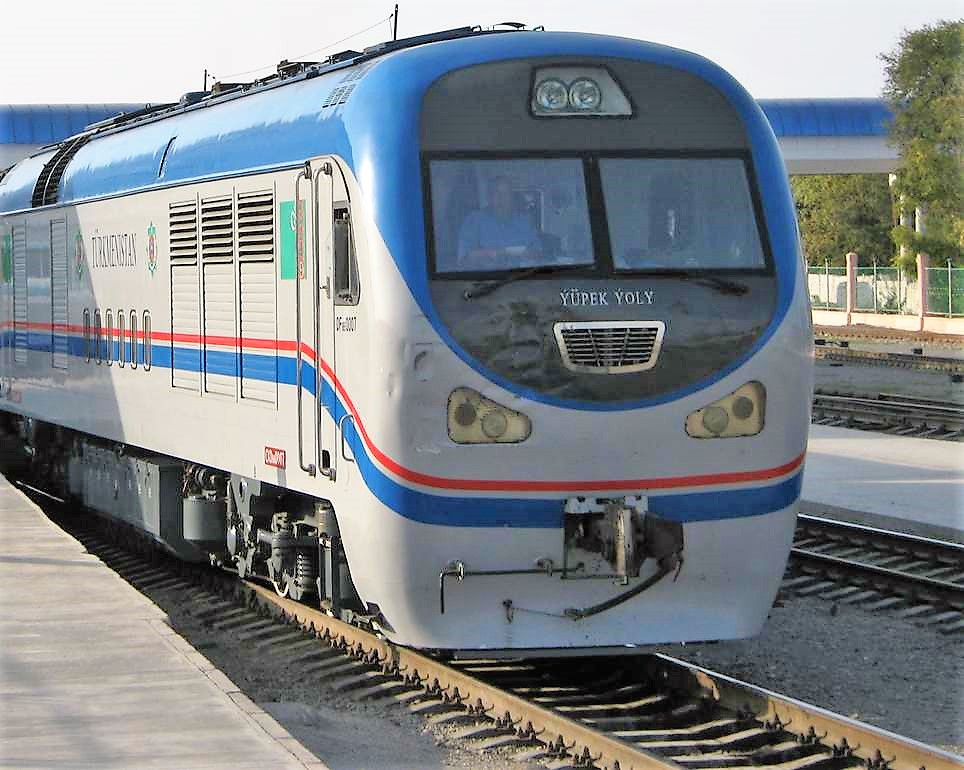
Locomotora a diésel de Turkmenistán

El servicio ferroviario en Turkmenistán comenzó como parte del Ferrocarril Transcaspiano de la Rusia Imperial, y después del Ferrocarril de Asia Central. Tras la disolución de la Unión Soviética, la red ferroviaria de Turkmenistán fue transferida y explotada por la empresa estatal Türkmendemirýollary. El ancho de vía es el mismo que el ruso (y ex soviético): 1520 milímetros.
La longitud total de las vías férreas es de 3181 km. Sólo hay servicio nacional de pasajeros, excepto trenes especiales operados por operadores turísticos. El ferrocarril transporta aproximadamente 5,5 millones de pasajeros y mueve cerca de 24 millones de toneladas de mercancías al año.
Turkmen Railways está construyendo actualmente una línea ferroviaria en Afganistán para conectar Serhetabat con Herat. Una vez terminada, podría conectarse con la línea ferroviaria propuesta para unir Herat con Khaf (Irán).

## Demografía

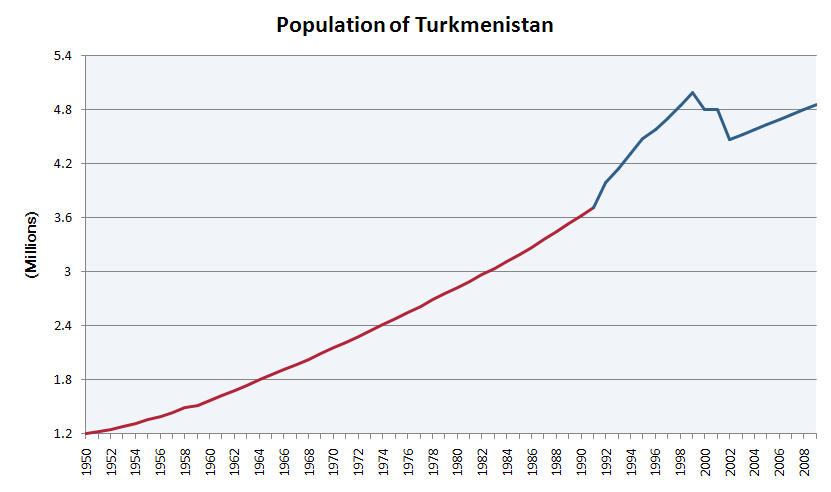
Población de 1950 a 2009

Turkmenistán es la menos poblada de entre las antiguas repúblicas soviéticas de Asia Central. La población se concentra básicamente en torno a los ríos y a la costa del mar Caspio.
De acuerdo a estimaciones de 2012, las siete localidades más pobladas del país superaban los 100 000 residentes. Estas son: la capital, Asjabad (1 003 678 habitantes), Türkmenabat (408 906), Daşoguz (275 278), Merv (208 628), Balkanabat (133 489) y Bairamali (54 300).
La mayoría de los ciudadanos de Turkmenistán son étnicamente turcomanos; otros grupos étnicos incluyen a los rusos y a los uzbekos. Las minorías rusa y uzbeka sufren desde hace años la marginación en la vida del país.
El turcomano es la lengua oficial de Turkmenistán, aunque el ruso aún se habla y se usó como "lengua de comunicación interétnica", según lo definía la Constitución de 1992 hasta que perdió este estatus en 1996.
La educación es universal y obligatoria hasta la secundaria. La duración total de la enseñanza secundaria se redujo recientemente de 11 a 9 años. En los últimos años, han sido suprimidas las bibliotecas públicas, considerándose que la mayor parte de la población, analfabeta, no se beneficia de sus servicios.[cita requerida]
El sistema sanitario de Turkmenistán, heredero del perfeccionado sistema soviético, ha caído en un estado de parálisis. El Presidente de Turkmenistán lanzó una campaña de cierre de hospitales, manteniendo únicamente el de la capital, y despidiendo alrededor de 15 000 personas de sus puestos de trabajo.

### Educación

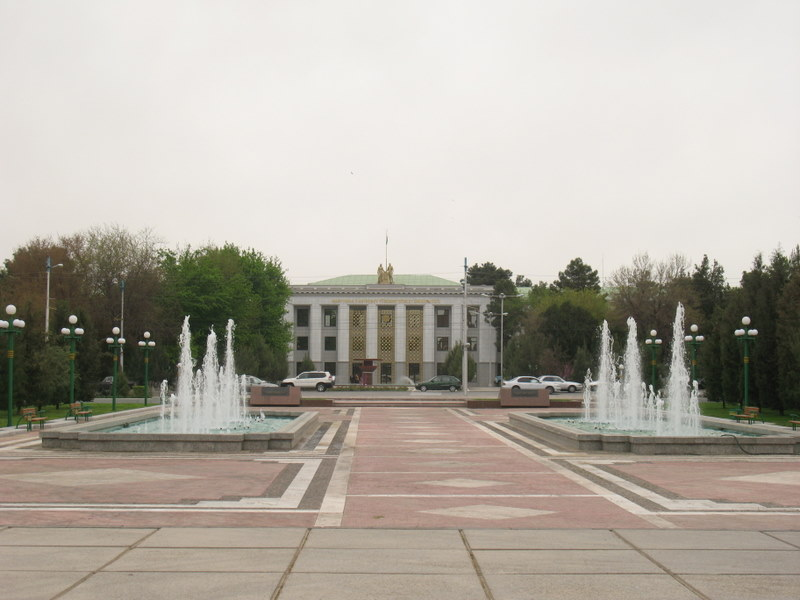
Universidad de Asjabad

La educación en Turkmenistán es universal y obligatoria hasta el nivel de secundaria, cuya duración se redujo de diez a nueve años; con el nuevo presidente se ha decretado que a partir del año escolar 2007-2008 la educación obligatoria será de diez años. A partir de 2013, la educación secundaria general en Turkmenistán se divide en tres etapas escolares de 12 años en total en el siguiente orden: escuela primaria (grados 1-3), escuela secundaria, el primer ciclo de la educación secundaria, con una duración de cinco años (grados 4-8), y la tercera etapa de la educación secundaria, que se fija un plazo de cuatro años (grados 9-12).
En Turkmenistán hay 23 centros de enseñanza superior. 18 de ellos son civiles y 5 militares.
Algunas de las instituciones de educación superior son la Universidad Estatal de Turkmenistán que lleva el nombre de Magtymguly, el Instituto Estatal de Lenguas del Mundo que lleva el nombre de Döwletmämmet Azady, la Universidad de Agricultura que lleva el nombre de S. A. Niýazow, el Instituto Estatal de Economía y Gestión, el Instituto de Educación que lleva el nombre de Seýitnazar Seýdi (Türkmenabat), el Instituto de Tecnología Eléctrica (ciudad de Mary), la Universidad Estatal de Medicina.
En Turkmenistán funcionan 3 centros internacionales de enseñanza superior: Universidad Internacional de Petróleo y Gas, Instituto de Relaciones Internacionales del Ministerio de Asuntos Exteriores de Turkmenistán, Universidad Internacional de Humanidades y Desarrollo. A pesar de su denominación "internacional", sólo asisten a ellas estudiantes turcomanos.
Instituciones de enseñanza superior con base militar: Instituto del Ministerio de Defensa, Instituto del Ministerio del Interior (alias Academia de Policía), Instituto del Ministerio de Seguridad Nacional, Instituto de Seguridad de las Fronteras Estatales.
En junio de 2021 se aprobó una nueva Ley de Educación, según la cual los centros de enseñanza superior pueden cobrar tasas de matrícula. El gobierno de Turkmenistán no ha publicado una fecha concreta para que las instituciones pasen de la matrícula gratuita a la de pago, pero algunos observadores prevén que la matrícula universitaria gratuita se suprimirá en 2024. El plan nacional de educación de 2020 pedía "la transferencia paso a paso de las instituciones de enseñanza superior al autofinanciamiento con matrícula de pago".

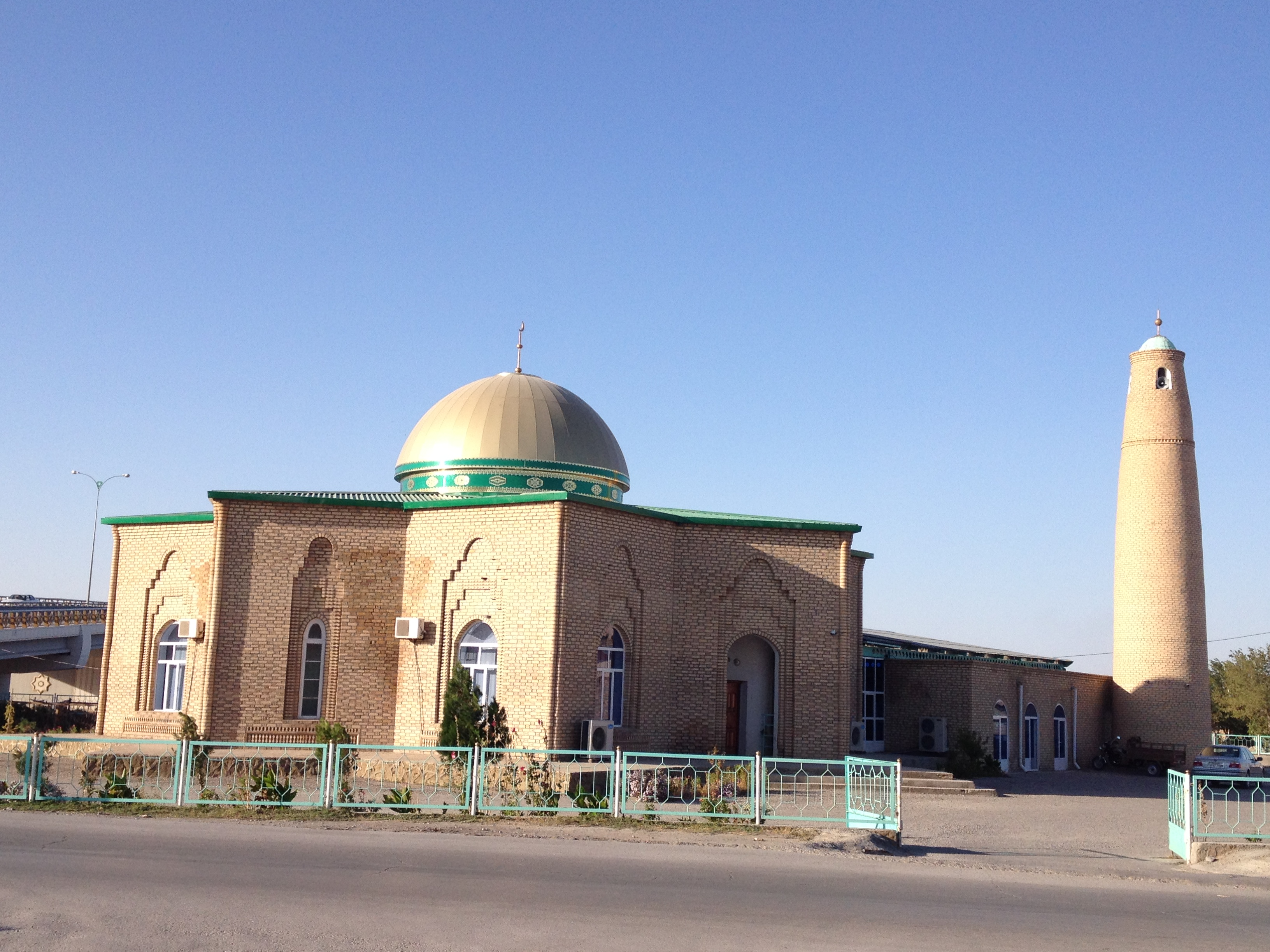
Gran mezquita de Serdar (Gyzylarbat)

### Religión
De acuerdo con el CIA World Factbook, los musulmanes constituyen el 80 % de la población mientras que el 18 % de la población son seguidores de la Iglesia ortodoxa oriental y el 2 % restante se declara como no religiosos. El islam llegó a los turcomanos principalmente a través de actividades misioneras. Los misioneros fueron hombres que consiguieron situarse como patriarcas de los clanes o grupos tribales, convirtiéndose así en sus "fundadores".
En la época de Unión Soviética todas las creencias religiosas fueron atacadas por las autoridades comunistas calificándolas de superstición y «vestigios del pasado». La mayor parte de la educación y de la observancia religiosa fueron prohibidas, y la gran mayoría de las mezquitas fueron cerradas. Sin embargo, desde 1990 se han hecho esfuerzos para recuperar parte del patrimonio cultural perdido durante el régimen soviético.
El expresidente Saparmyrat Nyýazow ordenó que los principios básicos islámicos fueran enseñados en las escuelas públicas. Muchas instituciones religiosas, incluidas escuelas coránicas y mezquitas, han aparecido en el país, en muchos casos con el apoyo de Arabia Saudita, Kuwait y Turquía. Las clases de religión musulmana se llevan a cabo en las escuelas y mezquitas, con la instrucción en lengua árabe, el Corán y el Hadiz, y la historia del islam.

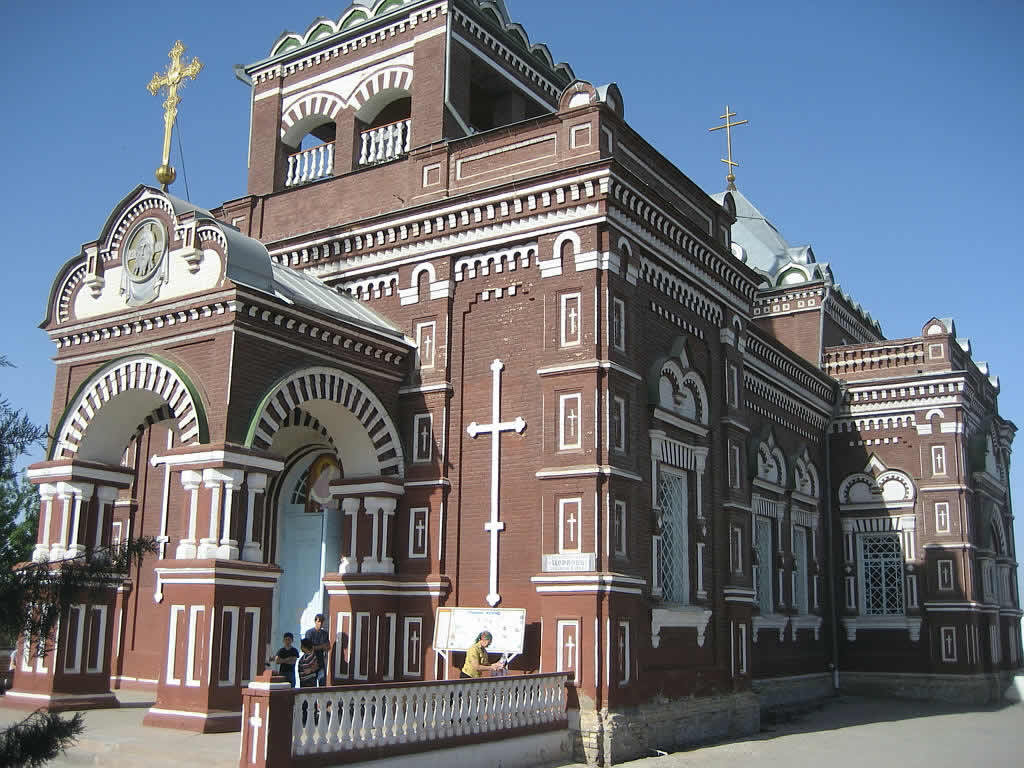
Iglesia ortodoxa rusa en Mary

Nyýazow escribió su propio texto religioso, publicado en volúmenes separados en 2001 y 2004, titulado Ruhnama. El régimen de Turkmenbashi exige que el libro, que constituyó la base del sistema educativo en Turkmenistán, sea tratado en condición de igualdad con el escrito basado en las citas que Mahoma obligaba a aprender a sus seguidores. En consecuencia, las mezquitas fueron obligadas a mostrar los dos libros, uno al lado del otro. El libro fue promovido en gran medida como parte del culto a la personalidad del expresidente, y el conocimiento del Ruhnama es necesario incluso para la obtención de una licencia de conducir.
La historia de la fe bahá'í en Turkmenistán es tan antigua como la propia religión y las comunidades bahá'ís siguen existiendo hoy en día.

## Cultura

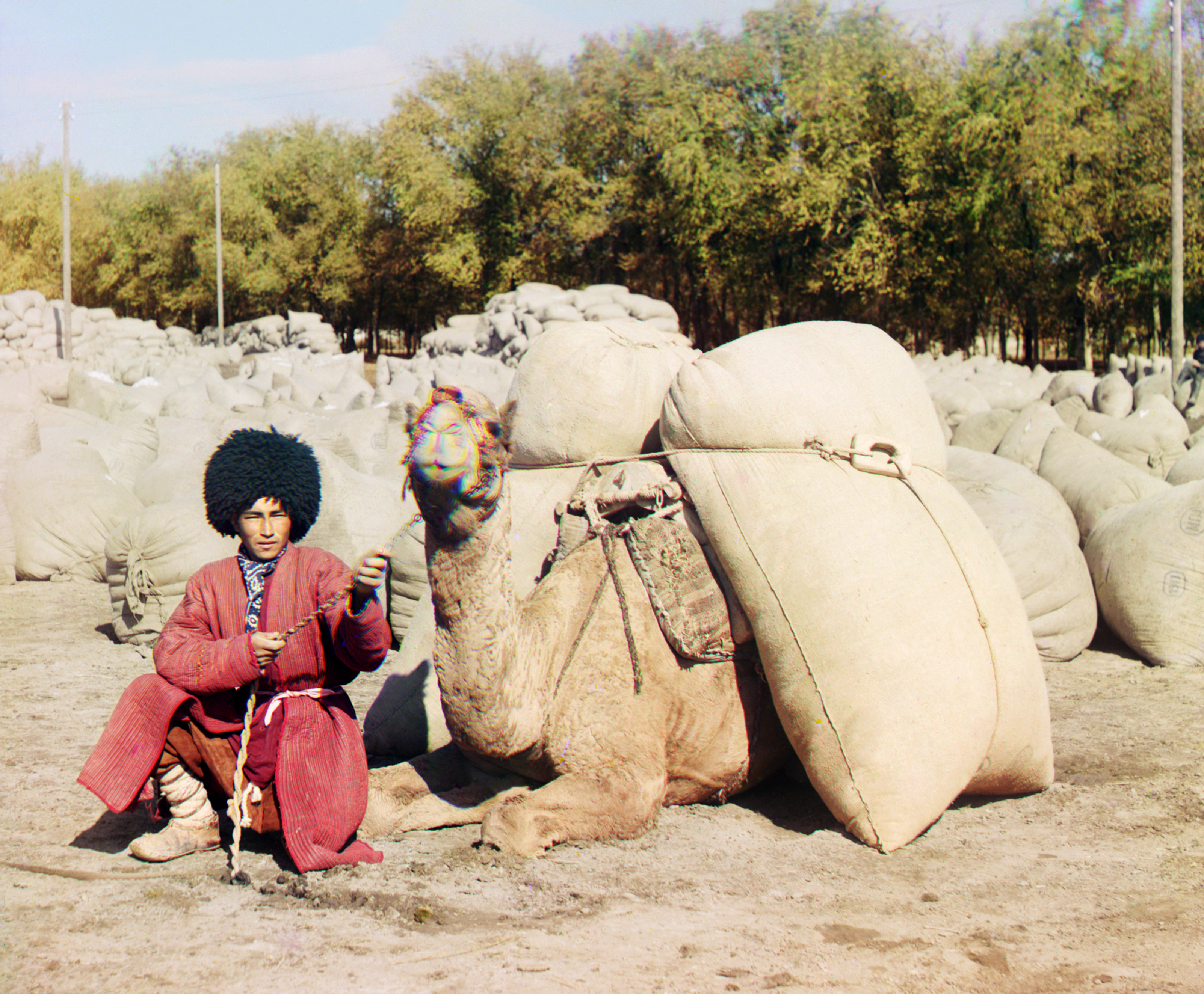
Un turcomano vestido tradicionalmente junto a su dromedario

Los habitantes de Turkmenistán han sido tradicionalmente, en su mayoría, nómadas ganaderos de caballos, e incluso actualmente, después de la caída de la Unión Soviética, los intentos de urbanización de los turcomanos no han sido muy exitosos. Nunca habían formado realmente una nación cohesionada o un grupo étnico, hasta que fueron forzados a ello por Iósif Stalin en los años 1930. Aun así se encuentran divididos en clanes, y cada clan tiene su propio dialecto y su propia vestimenta característica. Los turcomanos se conocen por la manufactura de las alfombras Yomut. Se trata de téjidos muy elaborados y coloridos, que también sirven como distinción entre clanes.
Los turcomanos son musulmanes suníes, pero como en la mayoría de las regiones nómadas, combinaron las doctrinas del islam con prácticas espirituales del periodo preislamista. Como consecuencia de ello no tienen el concepto de militancia religiosa.
Un turcomano se puede identificar fácilmente por el tradicional sombrero telpek, hecho con piel de oveja, de color negro (generalmente destinado a los adultos mayores) o de color blanco (para los jóvenes) y de grandes dimensiones.

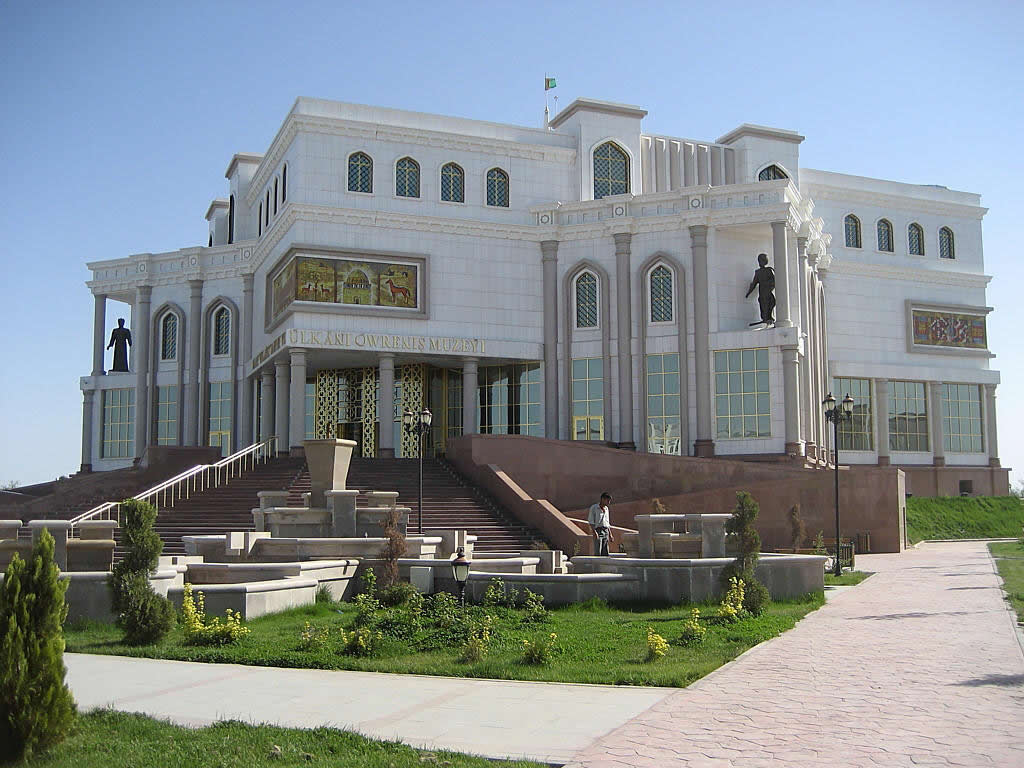
Museo Regional de Mary en Turkmenistán

El Telpek mantiene la cabeza a una buena temperatura en los fríos inviernos del desierto, protege los ojos contra las tormentas de arena y además da sombra y facilita la visión cuando hay fuerte presencia del sol. También se incluyen en las prendas tradicionales los pantalones anchos, botas altas hasta las rodillas y abrigos de algodón o seda como lo es el "don". Las mujeres y los hombres usan un pequeño gorro llamado "tahya"; el de las mujeres tiene unos pequeños patrones similares a rombos, mientras que el de los hombres posee rayas.

### Medios de comunicación

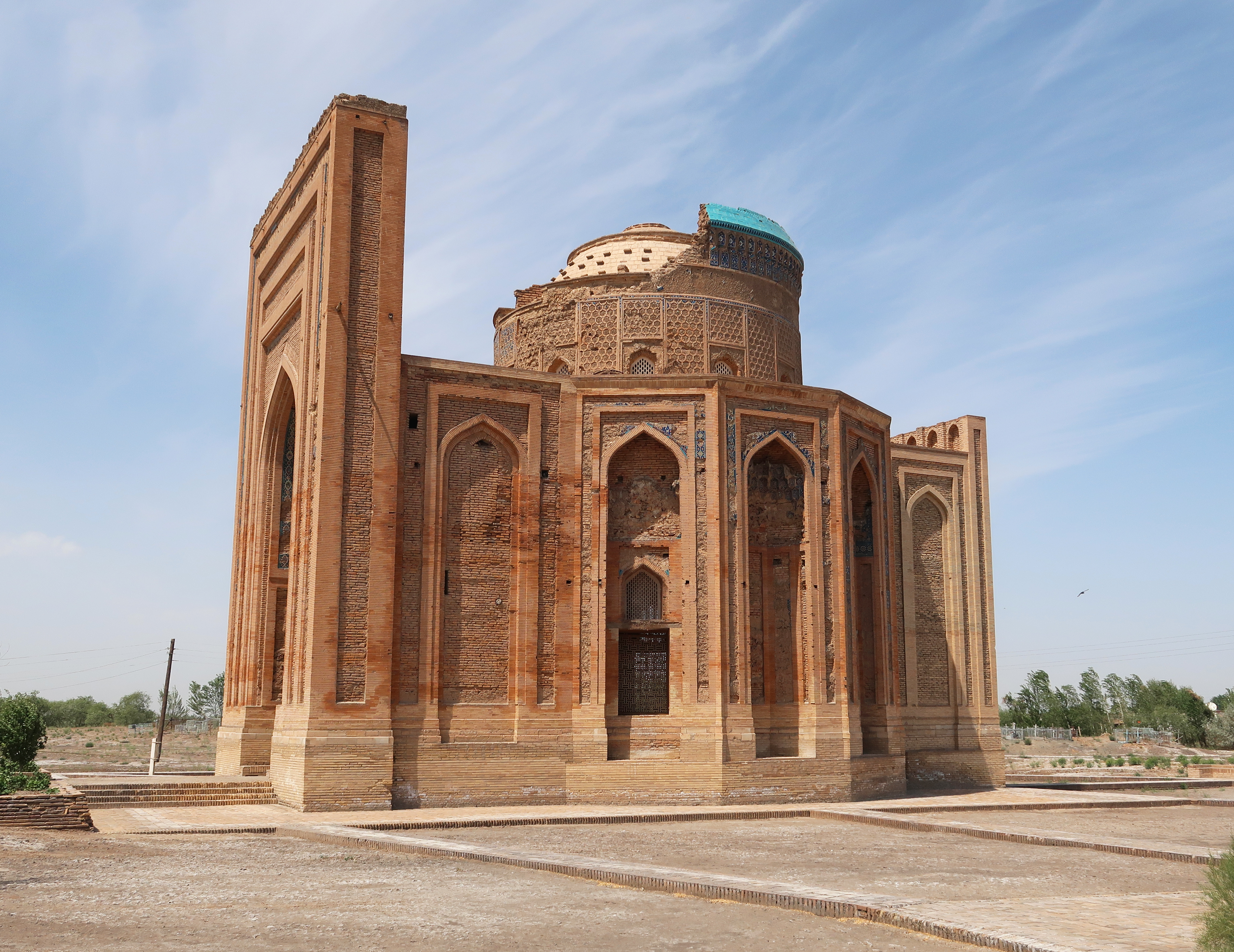
Mausoleo de Turabeg Khanym, Patrimonio de la Humanidad

En Turkmenistán se publica una serie de periódicos y revistas mensuales. El país cuenta, actualmente, con una señal de siete canales nacionales de televisión a través de satélite: Altyn Asyr, Yashlyk, Miras, Turkmenistán TV (en 7 idiomas), Turkmen Owazy, Turkmenistán Sport y Asjabad. No existe la televisión privada en Turkmenistán. Los artículos publicados por los periódicos controlados por el Estado están fuertemente censurados y escritos para glorificar al Estado y su líder.
Los servicios de internet son los menos desarrollados de Asia Central. El acceso a los servicios de internet son proporcionados por la empresa ISP de la empresa gubernamental Turkmentelecom. Al 31 de diciembre de 2011, se estimaba que había 252 741 usuarios de internet en Turkmenistán, aproximadamente el 5 % de la población total.

### Arquitectura
Tras la independencia en 1991, el presidente Saparmyrat Nyýazow empezó a contratar a empresas extranjeras de arquitectura y construcción, sobre todo a la francesa Bouygues y a las turcas Polimeks y Gap Inşaat, esta última filial de Çalık Holding. Estas empresas combinaron las cúpulas de estilo persa, preferidas por Nyýazow, con elementos arquitectónicos grecorromanos como los pilares.
Tras la muerte de Nyýazow, las cúpulas empezaron a pasar de moda para edificios que no fueran mezquitas, y los edificios públicos empezaron a adoptar características más modernistas, a menudo con un motivo que reflejaba al ocupante previsto de la estructura. Por ejemplo, el edificio del Ministerio de Asuntos Exteriores está coronado por un globo terráqueo, en cuyo interior hay un centro de conferencias; el edificio del Banco de Desarrollo está coronado por una moneda gigante; el edificio del Ministerio de Sanidad e Industria Médica tiene forma de caduceo estilizado, el hospital dental tiene forma de muela y la terminal internacional del aeropuerto internacional de Asjabad tiene forma de halcón.
La característica dominante de las nuevas construcciones desde 1991 ha sido el revestimiento casi universal con mármol blanco. Otro motivo recurrente es la estrella de ocho puntas de Oguz Han, la mayor de las cuales se encuentra en la torre de televisión y ha entrado en el Libro Guinness de los Récords. La guía oficial del gobierno turcomano sobre Asjabad se refiere a la estrella de Oguz Han como "...la dominante básica de toda la decoración arquitectónica-artística...".
Tras la independencia, la oficina del arquitecto de la ciudad ordenó la construcción de muchos edificios residenciales de gran altura (generalmente de 12 plantas). Las técnicas de construcción modernas permiten el desarrollo de rascacielos con buena seguridad sísmica. Las torres residenciales son las principales, pero la primera planta suele utilizarse como espacio comercial y para el mantenimiento del edificio.

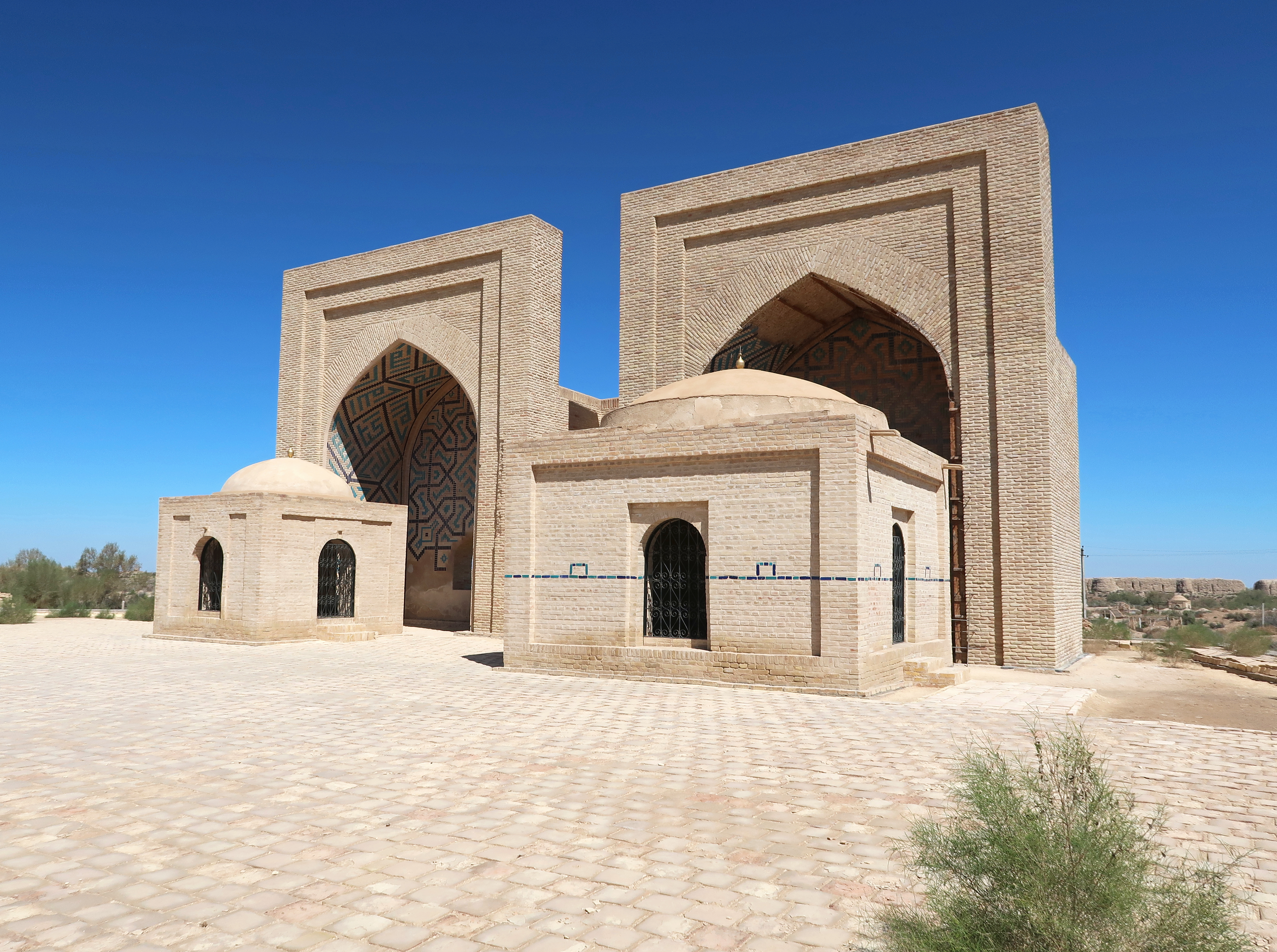
Mausoleos de los dos Askhab

Asjabad cuenta con numerosas esculturas en honor de poetas y héroes turcomanos, túrquicos e islámicos. Cuatro estatuas, de Lenin, Alexander Pushkin, Taras Shevchenko y Magtymguly, datan del periodo soviético, al igual que una estatua y un busto del compositor turcomano Nury Halmammedov. Sin embargo, desde entonces han aparecido muchas esculturas nuevas. En el parque de Ylham (Inspiración) se encuentran numerosos bustos y estatuas. En el parque VDNH se pueden ver otras estatuas. En mayo de 2015 se dedicó una estatua monumental del actual presidente cerca del estadio de Asjabad. También hay estatuas de Mustafa Kemal Atatürk y Alp Arslan. Además de la estatua del expresidente Nyýazow en lo alto del Monumento a la Neutralidad, una estatua dorada suya se alza ante el Ministerio del Interior, y una estatua dorada sentada suya adorna la entrada a la Universidad Agrícola de Turkmenistán.
Desde la independencia en 1991, se han erigido varios monumentos a rasgos del gobierno de Turkmenistán: a la neutralidad, a la constitución, al renacimiento de Turkmenistán, a la independencia, así como un monumento especial a la ''obra magna'' del expresidente Saparmyrat Nyýazow, Ruhnama.
El complejo conmemorativo de Bekrewe incluye una estatua de un toro con la Tierra en equilibrio sobre sus cuernos, símbolo del terremoto de 1948, y una estatua de dos guerreros turcomanos vestidos a la usanza tradicional que custodian a una viuda afligida por la muerte de su marido en la Segunda Guerra Mundial. La pared exterior del museo presenta bajorrelieves que representan acontecimientos de la historia de Turkmenistán.
Antes de los V Juegos Asiáticos de Pista Cubierta y Artes Marciales, celebrados en septiembre de 2017, se gastaron unos mil millones de dólares en ensanchar y mejorar las principales vías de Asjabad. Se crearon varias rotondas, en las que se colocaron principalmente monumentos abstractos. A partir de 2020, los más recientes son el Monumento a la Bicicleta (turcomano: Welosiped binasy), que el presidente Berdimuhamedov dedicó el 3 de junio de 2020, y el monumento turcomano Alabay, dedicado el 10 de noviembre de 2020.

### Música

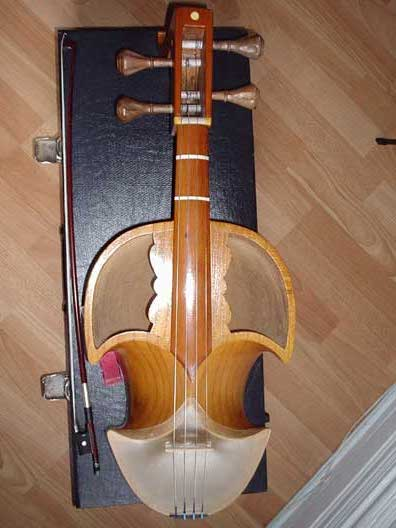
Ghaychak un instrumento musical usado en varios países incluyendo Turkmenistán

La música de Turkmenistán es esencialmente la música de los turcomanos, que también cultivan las minorías turcomanas de los países vecinos de Afganistán e Irán. Las peculiaridades de su formación melódica se basan en tradiciones iraníes que se remontan a la época preislámica, mezcladas con las técnicas de canto de los pueblos túrquicos que emigraron entre los siglos X y XIII. Hasta principios del siglo XX, la sociedad turcomana carecía de autoridad central y estaba dividida en tribus con características culturales propias. Los drásticos cambios políticos y sociales provocados por los dirigentes soviéticos a principios de la década de 1920 afectaron a los demás estados de Asia Central, cuyos gobernantes feudales tuvieron que aplastar los bolcheviques, pero apenas afectaron al territorio de Turkmenistán. Aquí, la música folclórica pudo conservar su antiguo carácter y no se transformó en un sistema de conciertos al estilo occidental bajo la dirección del Estado".
La música turcomana es inicialmente vocal y se divide en el ámbito de las canciones populares cantadas por aficionados (melómanos) y el extenso corpus de canciones cantadas por músicos profesionales (bachshi, bachšy), los cantantes de canciones épicas. Los instrumentos musicales turcomanos son pocos: El más común es el dutar, un laúd de cuello largo, seguido del ghichak, un violín de tres cuerdas. Aunque menos común, la flauta de caña larga soplada tüidük es también uno de los tres instrumentos más apreciados por los músicos profesionales. Además, en el campo de la música amateur, está el pequeño instrumento de una sola lengüeta dilli tüýdük, que tocan los pastores, y el arpa judía de arco kopys, que pertenece a la música de mujeres y niños. Antes de la introducción del dutar de dos cuerdas, los antiguos cantantes épicos (ozan, que corresponde al aşık turco) se acompañaban con el laúd de arco y cuello de concha kobys o con el laúd de cuello largo komuz, también llamado kobys. La música de los turcomanos carece de tambores como el tambor de marco daira, muy extendido en Asia Central. Los tambores sólo se encuentran en el este del país, en las zonas donde viven los uzbekos.

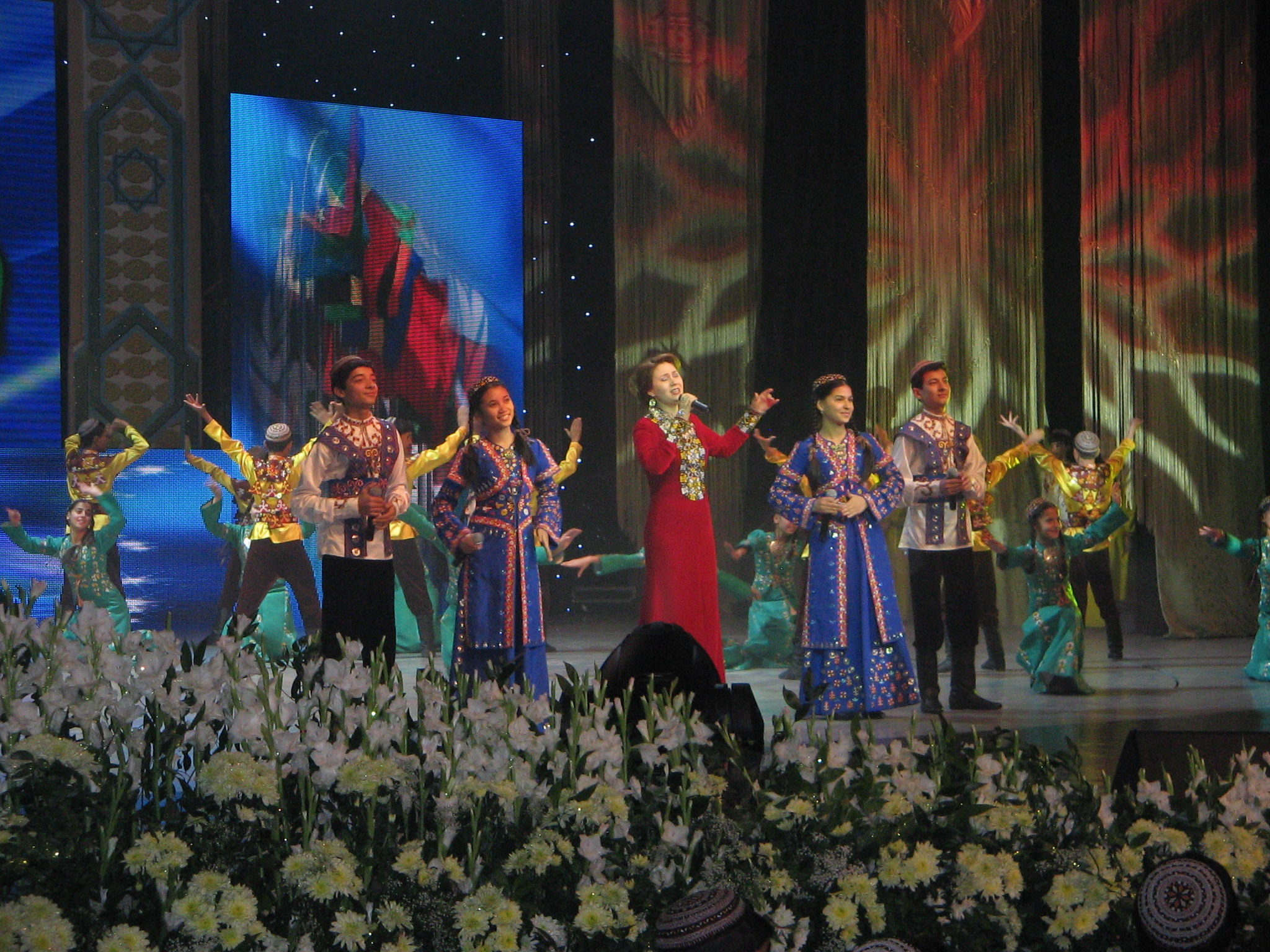
Concierto en Asjabad durante una visita del presidente de Pakistán

El cantante épico profesional bachshi sigue gozando de especial estima hoy en día porque ha heredado la herencia cultural del chamán de Asia Central y se le considera el preservador de la memoria cultural. Desde finales del siglo XX, pocos cantantes profesionales han pasado al dominio masculino del bachshi, siguiendo los pasos de un maestro del que aprendió su arte. El centro de la tradición épica es la provincia septentrional de Daşoguz welaýaty (Tashaus). Allí, las epopeyas tratan sobre el héroe Görogly, bajo cuyo liderazgo se unieron las tribus turcomanas. El bachshi acompaña su canto solo con el dutar, apoyado ocasionalmente por un segundo dutar y un ghichak. Los tüidük bachschi cantan alternativamente con la flauta. Uno o varios bachschi actúan en las celebraciones familiares (bodas, nacimientos, circuncisiones) o en las invitaciones a cenar (saz söchbet), que pueden durar hasta la madrugada, en casas particulares.
Las celebraciones familiares (töj) son las principales ocasiones para la interpretación musical en Turkmenistán. El repertorio se estructura musicalmente y en cuanto al contenido según ciertas reglas para toda la duración de la actuación. Según este concepto, el bachshi avanza musicalmente por el camino "correcto" (jol, "camino", significa "orden", "regla") hasta llegar a un clímax expresivo muy esperado.

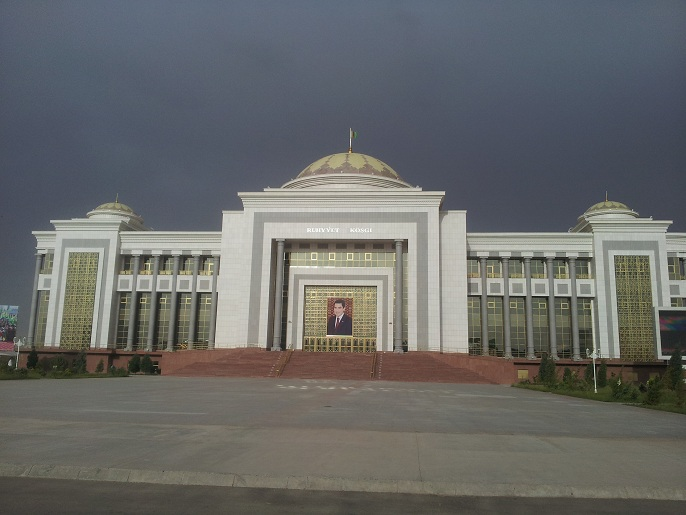
Palacio de Reuniones Populares en Türkmenabat

El curso melódico se orienta hacia el mukam utilizado, una estructura melódica básica que está relacionada con el maqam oriental en cuanto al nombre, pero sólo lejanamente en cuanto a la estructura. Un bachshi conoce algunas de estas composiciones mukam e improvisa las demás melodías a partir de ellas. El ritmo se basa en metros complejos y el texto se recita en estrofas. La interpretación épica está relacionada con las formas correspondientes de canto en la música uzbeka y tayika.
Entre las canciones populares que se acompañan con el tüidük pero no con el dutar figuran las canciones de trabajo, las nanas (läle chüvdi) y las canciones de boda (jar jar). En lugar del bachschi, hoy en día se suele invitar a las celebraciones de boda a una banda popular de música ligera. Las mujeres bailan en las celebraciones familiares, pero rara vez en otras ocasiones.
La melodía del himno nacional de Turkmenistán, compuesta por Veli Muhadov, data del periodo soviético. Muhadov fue uno de los compositores formados en el Conservatorio de Moscú que abogaron por un estilo musical clásico occidental caracterizado por el patetismo al servicio del Estado. La primera ópera nacional turcomana, titulada Sudba Bakhshi ("El destino de Bakhshi"), se representó en el recién inaugurado Teatro de Ópera y Ballet en 1941. La música sinfónica y las demás formas artísticas occidentales fueron víctimas del nacionalismo tras la independencia en 1991; desde entonces no se han promovido y fueron prohibidas en 2001.

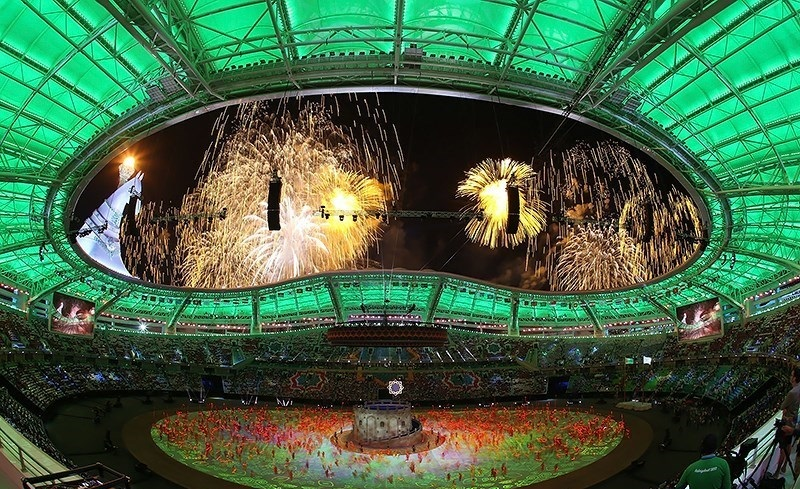
Estadio Olímpico de Asjabad

## Deporte
El fútbol es el deporte más popular en Turkmenistán. La selección nacional participa regularmente en competiciones organizadas por la FIFA y la AFC a nivel superior y juvenil. Valeri Nepómniaschi es probablemente el nombre más famoso en el fútbol turcomano. Fue el entrenador que llevó a Camerún a la Copa Mundial de Fútbol de 1990 en Italia. Hay 40 clubes, 820 jugadores y 30 árbitros en el país. Los estadios principales son: El estadio Köpetdag, Nabitchi (Nebitdag, 15 000 asientos) y The Builder (Asjabad, 11 000 asientos).[cita requerida]